# Brenne (région naturelle)
Pour les articles homonymes, voir Brenne.
Ne doit pas être confondu avec Parc naturel régional de la Brenne.
La Brenne est une région naturelle de France, située dans le département de l'Indre, en région Centre-Val de Loire.

## Géographie

### Géologie et relief
La Brenne est située dans le sud-ouest du département de l'Indre. C'est une des régions naturelles du parc naturel régional de la Brenne.
L’histoire géologique de la Brenne débute sur les ruines de la chaîne hercynienne, une chaîne de montagne édifiée en plusieurs étapes vers la fin de l’ère primaire entre 300 et 250 millions d’années. Lorsqu'au Trias, vers 245 Ma, débute l’ère secondaire le bassin de Paris se présente comme une vaste terre émergée et aplanie, sur laquelle des fleuves répandent des sables bariolés. Une mer peu profonde venue de l’Est tente de recouvrir la région. Elle n’y parviendra pas encore gênée par les reliefs résiduels de la chaîne hercynienne. Son extension vers l’ouest ne dépassera pas Châteauroux.
La mer revient dès le début du Jurassique (200 Ma) et s’installe, cette fois, durablement chez nous, comme sur une grande partie de l’Europe du Nord pendant 60 Ma. Elle laissera des dépôts littoraux de calcaires à coquilles comparables à ceux qui se forment actuellement aux Bahamas, mais aussi des dépôts plus profonds à coraux, à crinoïdes ou à brachiopodes.
À l’approche de la fin du Jurassique, vers 145 Ma, la mer abandonne de nouveau la région laissant derrière elle de vastes lagunes. Ce paysage amphibie se maintient au Crétacé inférieur en climat chaud et humide. Il est propice à l’altération et à la formation de cuirasses de fer sur les reliefs. Il favorise aussi les dépôts de plaine alluviale et de marais dans les dépressions qui accueillent une faune variée de dinosaures et en particulier de nombreux herbivores.
Aux alentours de 95 Ma, la mer entreprend de regagner le terrain perdu. Les premiers dépôts marins sont alors des sables verts puis des argiles kaoliniques à petites huîtres. Ces sédiments sont rapidement relayés par les premiers dépôts de craie. La mer du Crétacé supérieur recouvre alors la totalité du bassin de Paris et bien davantage pendant une trentaine de millions d’années.

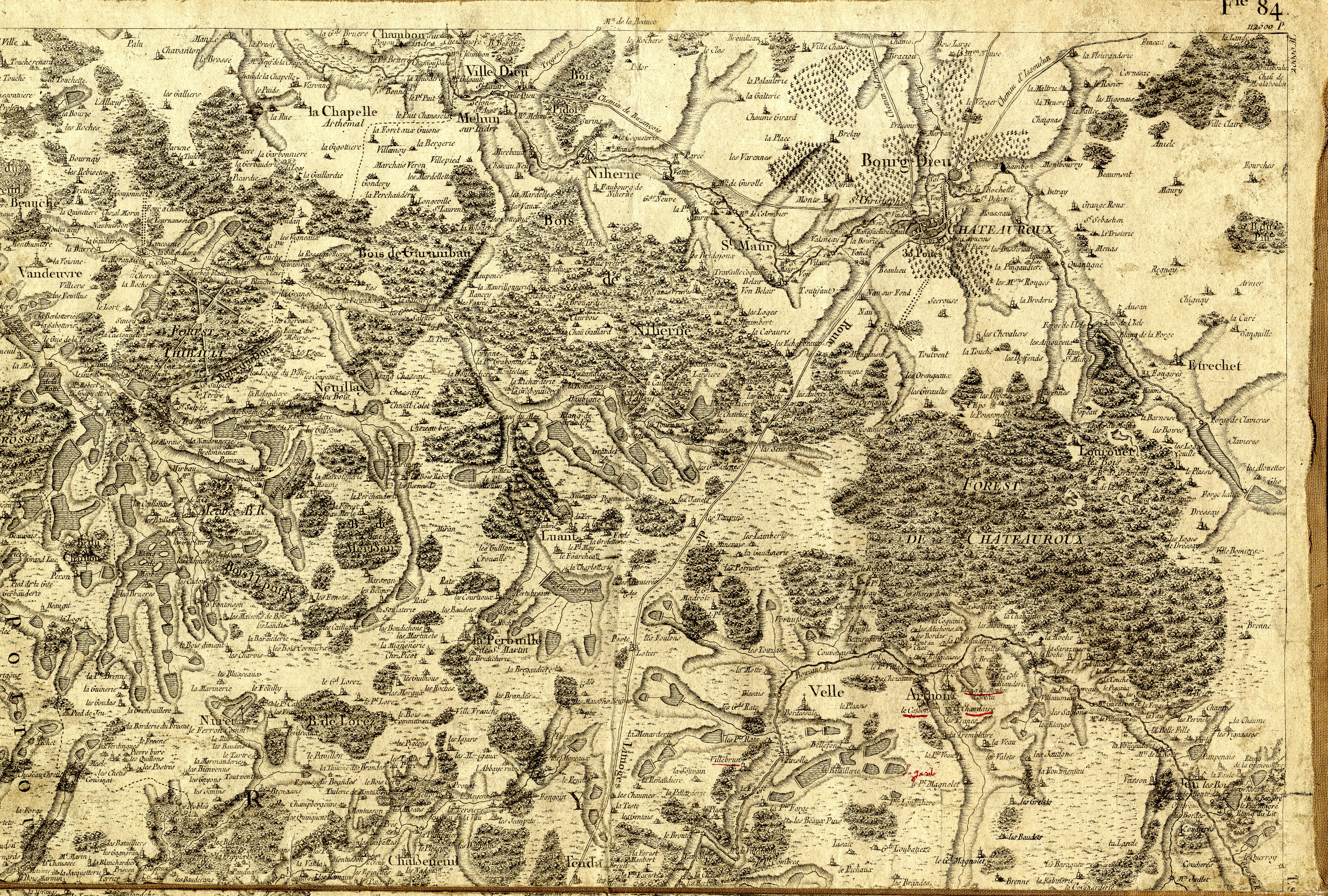
Territoire de la Brenne sur la carte de Cassini (XVIIIe siècle), montrant l'aménagement du territoire (dont les étangs).

La mer crétacée se retire, il y a 80 millions d’années, et toute la région émerge. Elle est alors de nouveau soumise à un climat chaud, presque tropical, particulièrement agressif pour toutes les roches déjà présentes et en particulier pour la craie et les autres roches calcaires qui s’altèrent en argile. Ce régime se maintient 40 millions d’années, le temps de fabriquer une épaisse couverture argileuse produite par l’altération des vieilles roches primaires, de dissoudre en surface les roches calcaires et mettre en place un réseau karstique. C’est à cette période que se forment au Sud les argiles rouges de Brenne, présentes sur les calcaires jurassiques, et au Nord les argiles à silex sur les tuffeaux crétacés.
L’aire de la Brenne (Petite et Grande Brenne) s’individualise il y a 40 millions d’années. À cette époque du Tertiaire, un lent effondrement du substratum crée une vaste cuvette capable de piéger les eaux boueuses des torrents qui descendent alors du Massif central. Des argiles et des sables argileux s’accumulent bientôt dans cette dépression qui occupe la plus grande partie du territoire du Parc. Ces dépôts d’il y a 40 à 25 millions d’années sont à l’origine des « terres grasses » de Brenne. Ils sont aussi appelés terrains sidérolithiques parce qu’ils contiennent souvent du fer. Il s’agit d’anciens dépôts fluviatiles alternant avec des sols où se concentrent les oxydes de fer. Les derniers sols, de cette succession de couches du Tertiaire de Brenne, sont représentés par une cuirasse grésifiée où le fer est encore plus présent. Cela confère à cette ultime couche une plus grande résistance à l’érosion. Cette coiffe de solides grès rouges est à l’origine des buttons.
Au Miocène, vers 20 millions d’années la mer tentera une dernière fois de gagner la région, mais en vain. Venue de la gouttière de la Loire, cette mer sera stoppée par les reliefs de l’anticlinal de Ligueil-Ciran. La plage est alors à quelques dizaines des kilomètres au nord du Parc !
L’histoire géologique s’achève à la fin du Tertiaire (de 20 à 2 millions d’années) lorsque la cuvette de Brenne est totalement comblée et que les fleuves se répandent librement sur un vaste plateau marécageux boisé, non encore entaillé par les vallées actuelles. Ces fleuves laissent derrière eux des épandages sablo-argileux à bois fossiles. Enfin, il y a un peu plus de 1 million d’années, à la faveur des glaciations, les cours d’eau s’enfoncent dans le plateau et creusent de profondes vallées. Toutefois, les glaciers ne sont jamais arrivés jusqu’aux confins du Berry. Sur les plateaux, lors des périodes glaciaires, l’érosion déblaye une partie des sédiments meubles du Tertiaire de Brenne tout en épargnant les grès résistants qui s’organisent en reliefs résiduels : les buttons. Les terrasses sablonneuses des rivières se construisent pendant que le paysage actuel se met en place, avec la diversité subtile que nous lui connaissons aujourd’hui.
Les matériaux du sous-sol apparaissent donc très diversifiés. Des liens étroits existants entre sous-sol, sol, climat et végétation, il n’est pas étonnant d’observer, en surface, une grande diversité de sols et de végétations. Le riche patrimoine botanique constaté aujourd’hui sur le territoire du Parc est un héritage certes ancien mais en connexion avec la géologie.

### Hydrographie

#### Cours d'eau
La Brenne est irriguée par les cours d'eau suivants :
- Abloux ;
- Aigronne ;
- Allemette ;
- Anglin ;
- Auzon ;
- Benaize ;
- Bouzanne ;
- Bouzanteuil ;
- Brion ;
- Cinq Bondes ;
- Claise ;
- Clecq ;
- Creuse ;
- Creuzançais ;
- Fosse Noire ;
- Indre ;
- Moury ;
- Ozance ;
- Rossignol ;
- Sonne ;
- Suin ;
- Yoson.

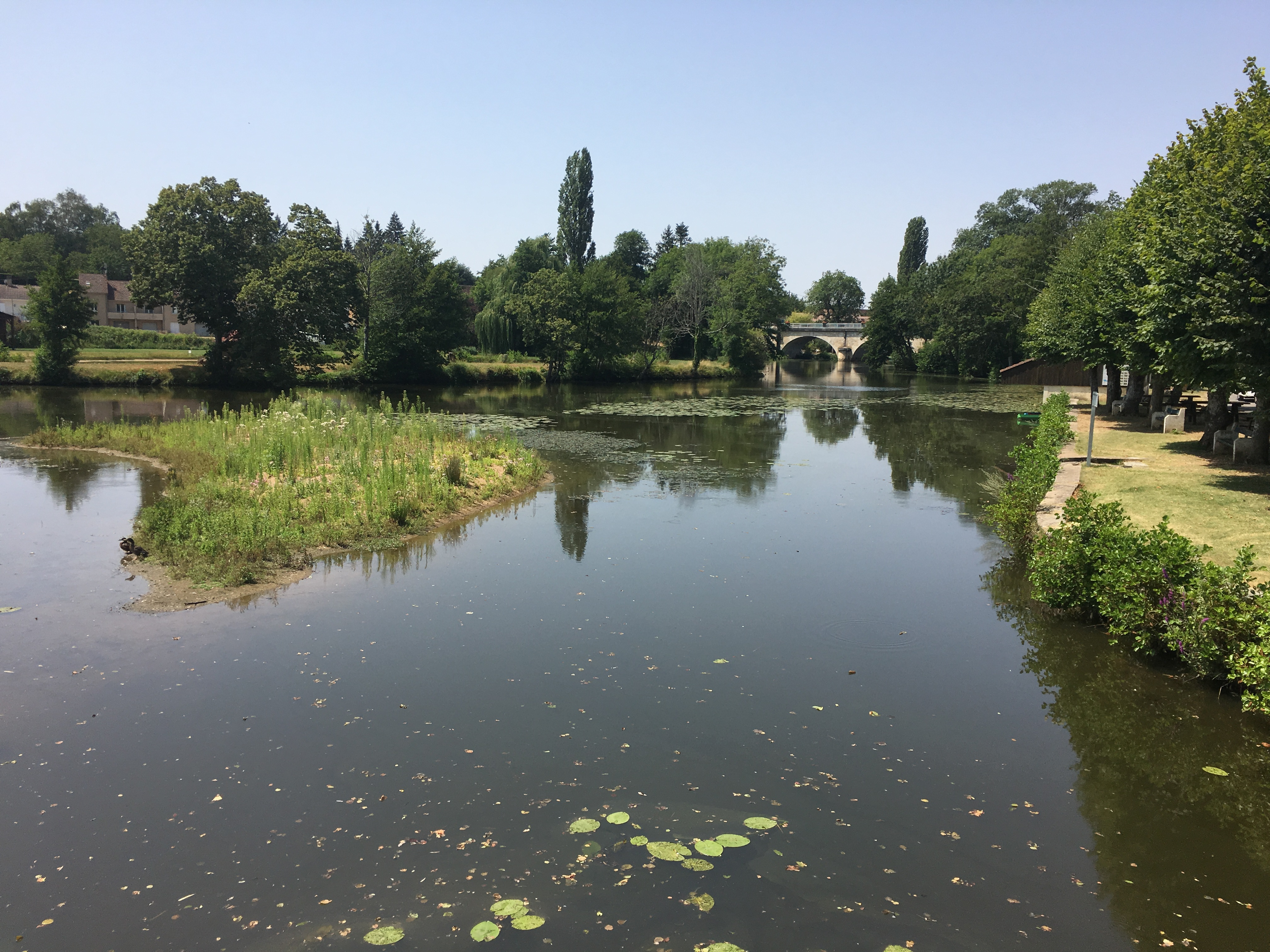
Anglin à Bélâbre.
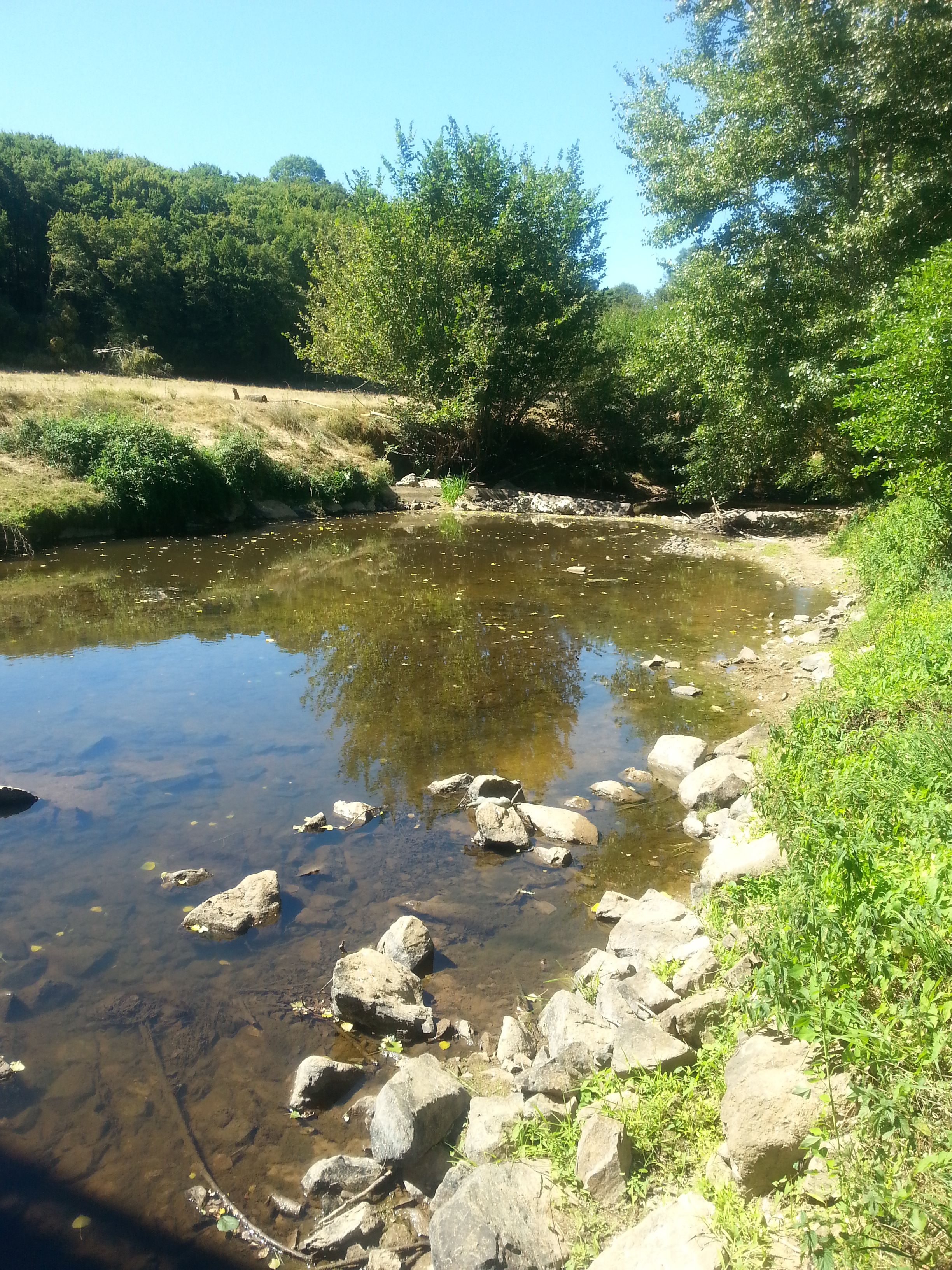
Anglin à Prissac.
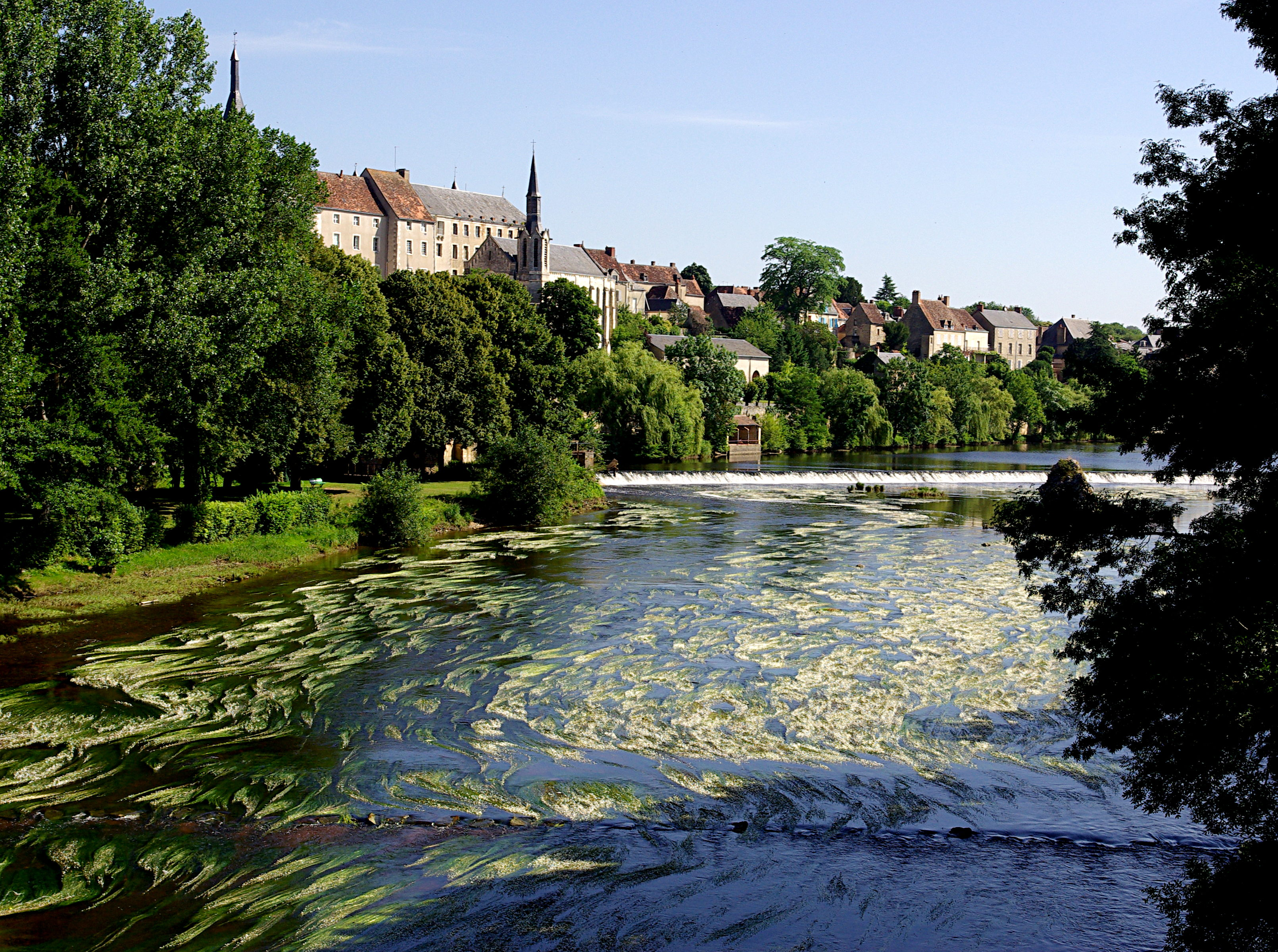
Creuse à Saint-Gaultier.
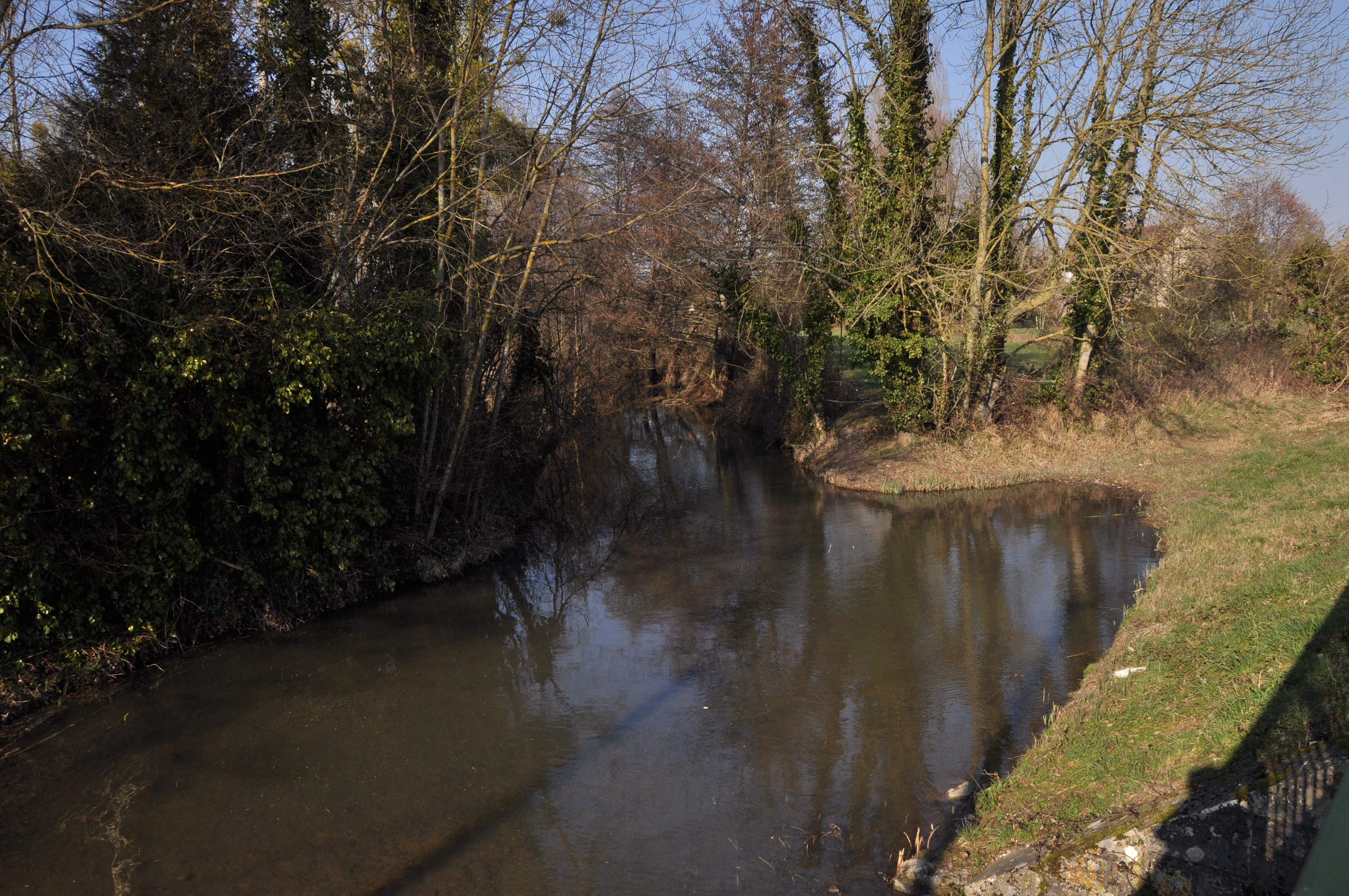
Yoson à Méobecq.

#### Étangs
On dénombre 2 757 étangs répartis sur 6 977 ha et 1 203 mares réparties sur 49 ha.
Ils sont tous artificiels et seule une petite minorité d'entre eux est alimentée par des cours d'eau, les autres, situés dans des dépressions naturelles recueillent les eaux des sources qui s'y écoulent et les eaux de ruissellement. L'ensemble des étangs forme un réseau complexe, chacun d'eux appartient à une chaîne et communique avec un autre en aval. 
L'activité piscicole y est importante depuis le XIVe siècle et fait l'objet d'une fiche à l'Inventaire du patrimoine culturel immatériel en France.
Voici un tableau non exhaustif des étangs :
| Nom de l'étang        | Superficie (km2) | Commune                        | Géolocalisation             | Illustration |
| --------------------- | ---------------- | ------------------------------ | --------------------------- | ------------ |
| Barineau              | ?                | Rosnay                         | 46° 43′ 43″ N, 1° 13′ 39″ E |              |
| Barrière              | ?                | Ciron                          | 46° 35′ 01″ N, 1° 14′ 43″ E |              |
| Beauregard            | ?                | Saint-Michel-en-Brenne         | 46° 46′ 38″ N, 1° 10′ 08″ E |              |
| Bellebouche           | ?                | Mézières-en-Brenne             | 46° 47′ 21″ N, 1° 18′ 26″ E |              |
| Bénisme               | ?                | Rosnay                         | 46° 43′ 44″ N, 1° 13′ 55″ E |              |
| Bignotoi              | ?                | Migné                          | 46° 45′ 27″ N, 1° 15′ 05″ E |              |
| Le Blanc              | ?                | Douadic                        | 46° 42′ 03″ N, 1° 07′ 47″ E |              |
| Le Blizon             | 1                | Rosnay                         | 46° 44′ 26″ N, 1° 13′ 44″ E |              |
| Les Bordes            | ?                | Douadic                        | 46° 44′ 03″ N, 1° 08′ 25″ E |              |
| La Chennerie          | ?                | Mauvières                      | 46° 35′ 44″ N, 1° 06′ 32″ E |              |
| Cistude               | ?                | Saint-Michel-en-Brenne         | 46° 47′ 35″ N, 1° 12′ 08″ E |              |
| Le Coudray            | ?                | Migné                          | 46° 43′ 12″ N, 1° 20′ 17″ E |              |
| Le Coudreau           | ?                | Rosnay                         | 46° 41′ 55″ N, 1° 15′ 09″ E |              |
| Le Couvent            | ?                | Saint-Michel-en-Brenne         | 46° 47′ 58″ N, 1° 11′ 43″ E |              |
| Duris                 | ?                | Luant                          | 46° 43′ 24″ N, 1° 34′ 38″ E |              |
| L'Épineau             | ?                | Ruffec                         | 46° 36′ 49″ N, 1° 10′ 43″ E |              |
| Les Essarts           | ?                | Saint-Michel-en-Brenne         | 46° 47′ 29″ N, 1° 11′ 18″ E |              |
| Foucault              | ?                | Rosnay                         | 46° 43′ 32″ N, 1° 13′ 47″ E |              |
| Gabriau               | 1,4              | Lingé                          | 46° 45′ 38″ N, 1° 08′ 50″ E |              |
| La Gabrière           | 1,3              | Lingé                          | 46° 45′ 21″ N, 1° 10′ 17″ E |              |
| Le Grand Étang        | ?                | Migné                          | 46° 43′ 17″ N, 1° 19′ 31″ E |              |
| Le Grand Mez          | ?                | Méobecq                        | 46° 44′ 45″ N, 1° 26′ 33″ E |              |
| Les Grandes Fourdines | ?                | Ruffec                         | 46° 39′ 11″ N, 1° 12′ 55″ E |              |
| Mardasson             | ?                | Lingé                          | 46° 45′ 54″ N, 1° 05′ 22″ E |              |
| Massé                 | ?                | Rosnay                         | 46° 44′ 19″ N, 1° 13′ 03″ E |              |
| La Mer Rouge          | 1,4              | Rosnay                         | 46° 42′ 30″ N, 1° 09′ 39″ E |              |
| Montiacre             | ?                | Rosnay                         | 46° 43′ 50″ N, 1° 11′ 27″ E |              |
| Le Moury              | ?                | Saint-Michel-en-Brenne Paulnay | 46° 49′ 36″ N, 1° 09′ 18″ E |              |
| Le Mouton             | ?                | Migné                          | 46° 42′ 47″ N, 1° 17′ 45″ E |              |
| Neuf                  | ?                | Nuret-le-Ferron                | 46° 40′ 58″ N, 1° 23′ 11″ E |              |
| Notz                  | ?                | Saulnay                        | 46° 52′ 21″ N, 1° 13′ 51″ E |              |
| Piégu                 | ?                | Mézières-en-Brenne             | 46° 48′ 29″ N, 1° 15′ 48″ E |              |
| Pifaudière            | ?                | Rosnay                         | 46° 43′ 33″ N, 1° 13′ 31″ E |              |
| Poiliers              | ?                | Lureuil                        | 46° 46′ 15″ N, 1° 01′ 55″ E |              |
| Purais                | ?                | Lingé                          | 46° 44′ 59″ N, 1° 06′ 22″ E |              |
| Renard                | ?                | Mézières-en-Brenne             | 46° 48′ 12″ N, 1° 16′ 23″ E |              |
| La Roche Chevreux     | ?                | Lignac                         | 46° 29′ 26″ N, 1° 14′ 15″ E |              |
| Romefort              | ?                | Ciron                          | 46° 35′ 11″ N, 1° 14′ 00″ E |              |
| La Rouère             | ?                | Ruffec                         | 46° 36′ 08″ N, 1° 10′ 31″ E |              |
| Le Sault              | 1,1              | Migné                          | 46° 43′ 56″ N, 1° 14′ 54″ E |              |
| La Sous               | ?                | Saint-Michel-en-Brenne         | 46° 47′ 54″ N, 1° 10′ 46″ E |              |
| Turpin                | ?                | Luant                          | 46° 42′ 33″ N, 1° 33′ 17″ E |              |
| Vieux                 | ?                | Mézières-en-Brenne             | 46° 48′ 56″ N, 1° 16′ 17″ E |              |
| Les Vigneaux          | 1,4              | Mézières-en-Brenne             | 46° 46′ 31″ N, 1° 16′ 25″ E |              |

### Régions naturelles voisines
| Gâtine de Loches | Boischaut Nord | Champagne berrichonne |
| Blancois         | la Brenne      | Champagne berrichonne |
| Montmorillonnais | Boischaut Sud  | Boischaut Sud         |

### Milieu naturel

#### Flore
Végétation des étangs
Au cœur des roselières, des herbiers, des groupements à nénuphar ou encore des rives sableuses dénudées se développent une quantité impressionnante d'espèces comme la caldésie à feuilles de parnassie, marsilée à quatre feuilles, souchet de Micheli, laîche de Bohème. En 2020 a été découverte une nouvelle espèce de plante unique au monde : l'utriculaire brennensis.

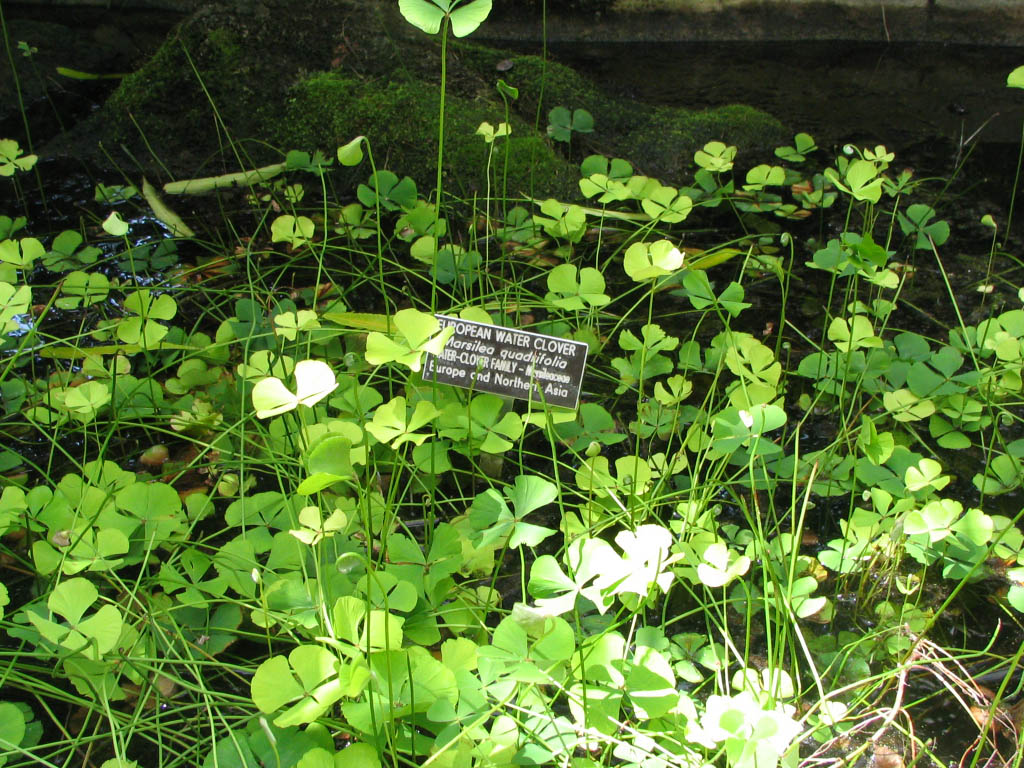
Marsilée à quatre feuilles (Marsilea quadrifolia).

Prairies maigres et pelouses siliceuses des buttes de grès
La flore de la Brenne s'adapte parfaitement à la sécheresse de l'été, avec une végétation particulièrement résistante à une forte chaleur. Dans les pelouses siliceuses, des buttes de grès développent des petits trèfles à affinité méditerranéenne, des hélianthèmes en ombelle (Cistus umbellatus) et des anémones pulsatilles. Dans les prairies maigres, on rencontre la sérapias langue, parfois en grand nombre.

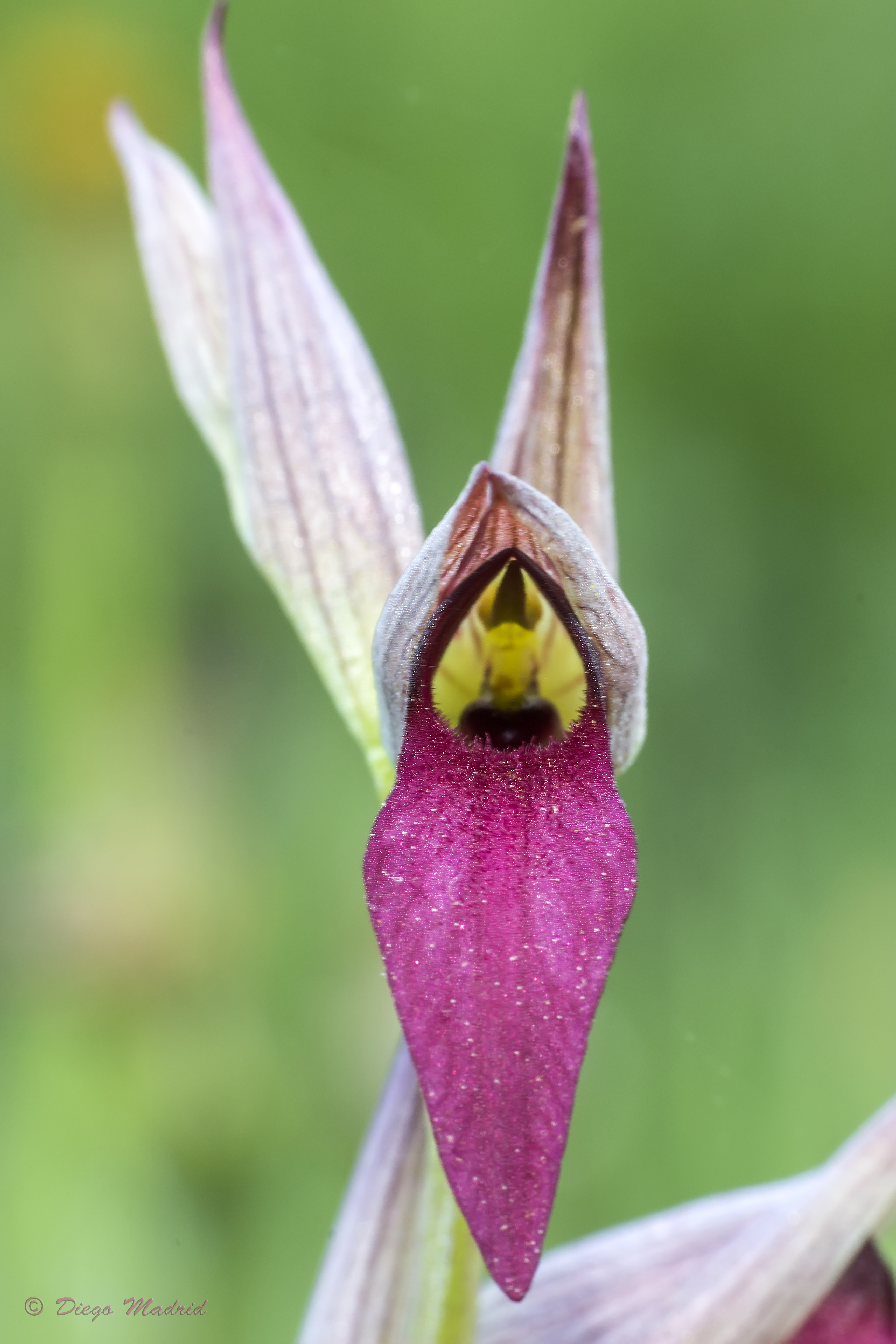
Sérapias langue (Serapias lingua).

Landes à Bruyère
Les landes à bruyère accueillent dans les trouées le glaïeul d'Illyrie, la linaire de Pélissier. Dans les dépressions humides se trouvent des microtourbières à droséra à feuilles rondes ou encore la grassette du Portugal (deux plantes carnivores).

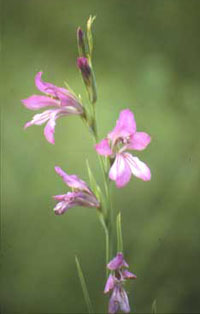
Glaïeul d'Illyrie (Gladiolus illyricus).
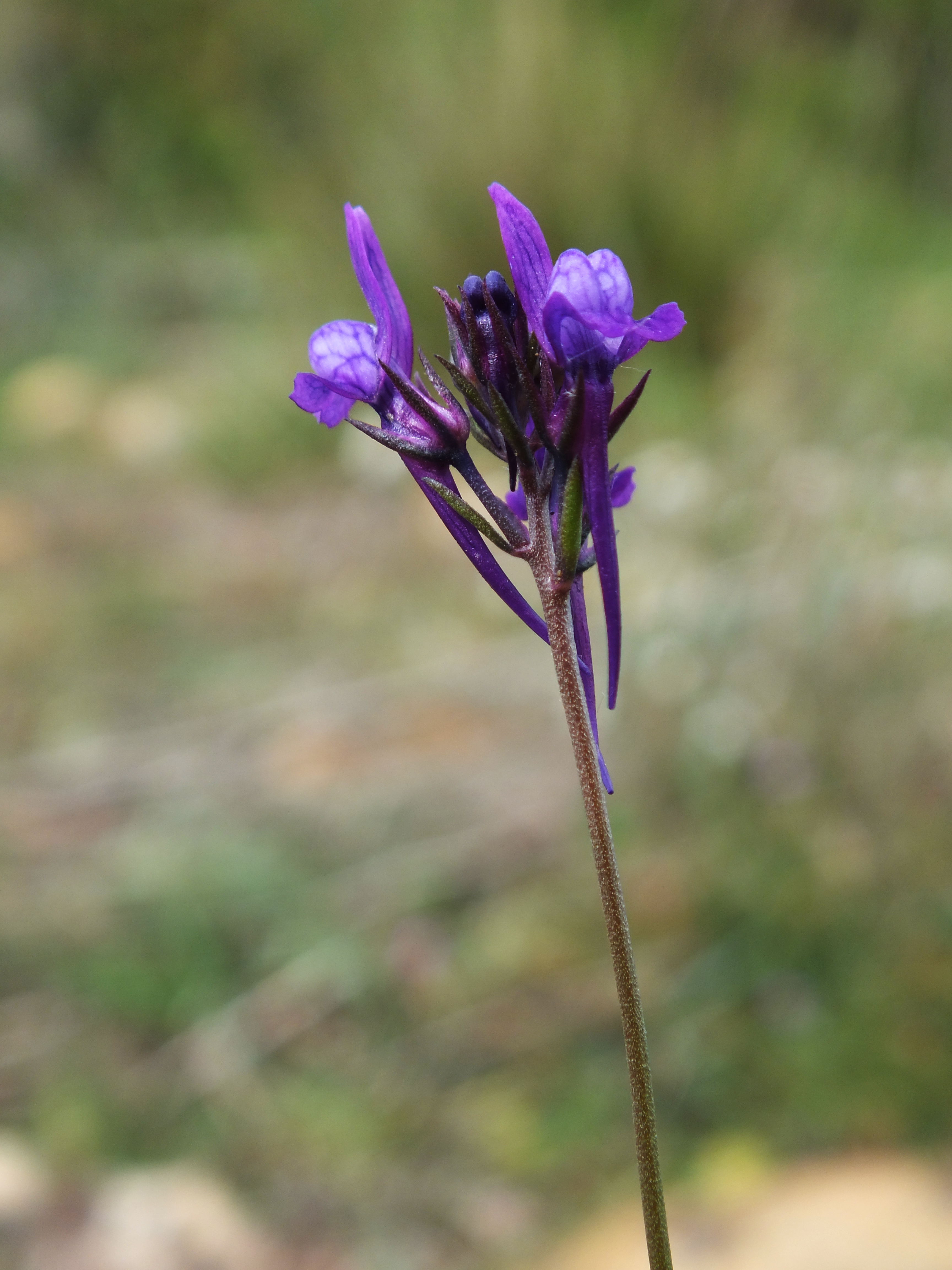
Linaire de Pélissier (Linaria pelisseriana).
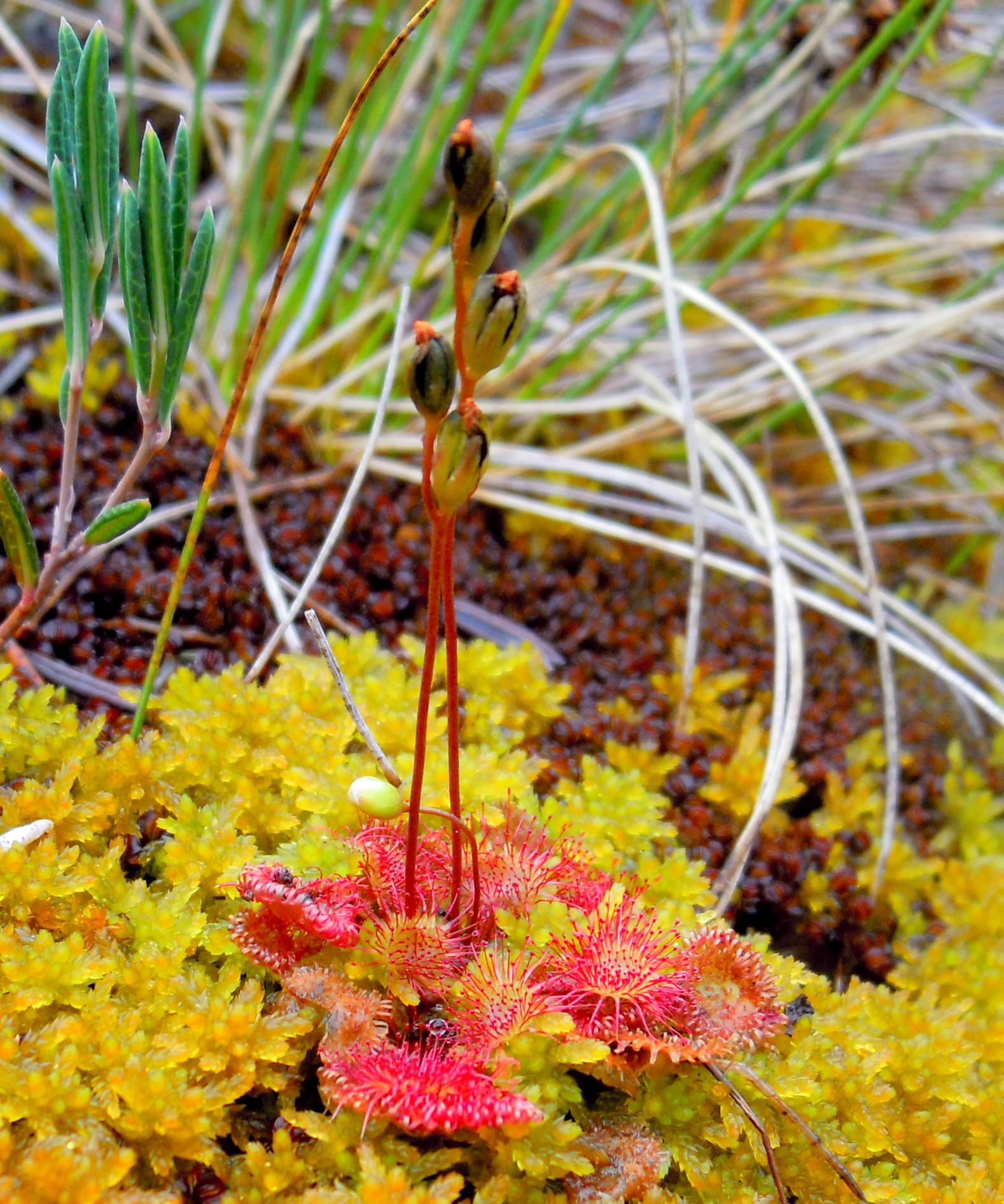
Droséra à feuilles rondes (Drosera rotundifolia).
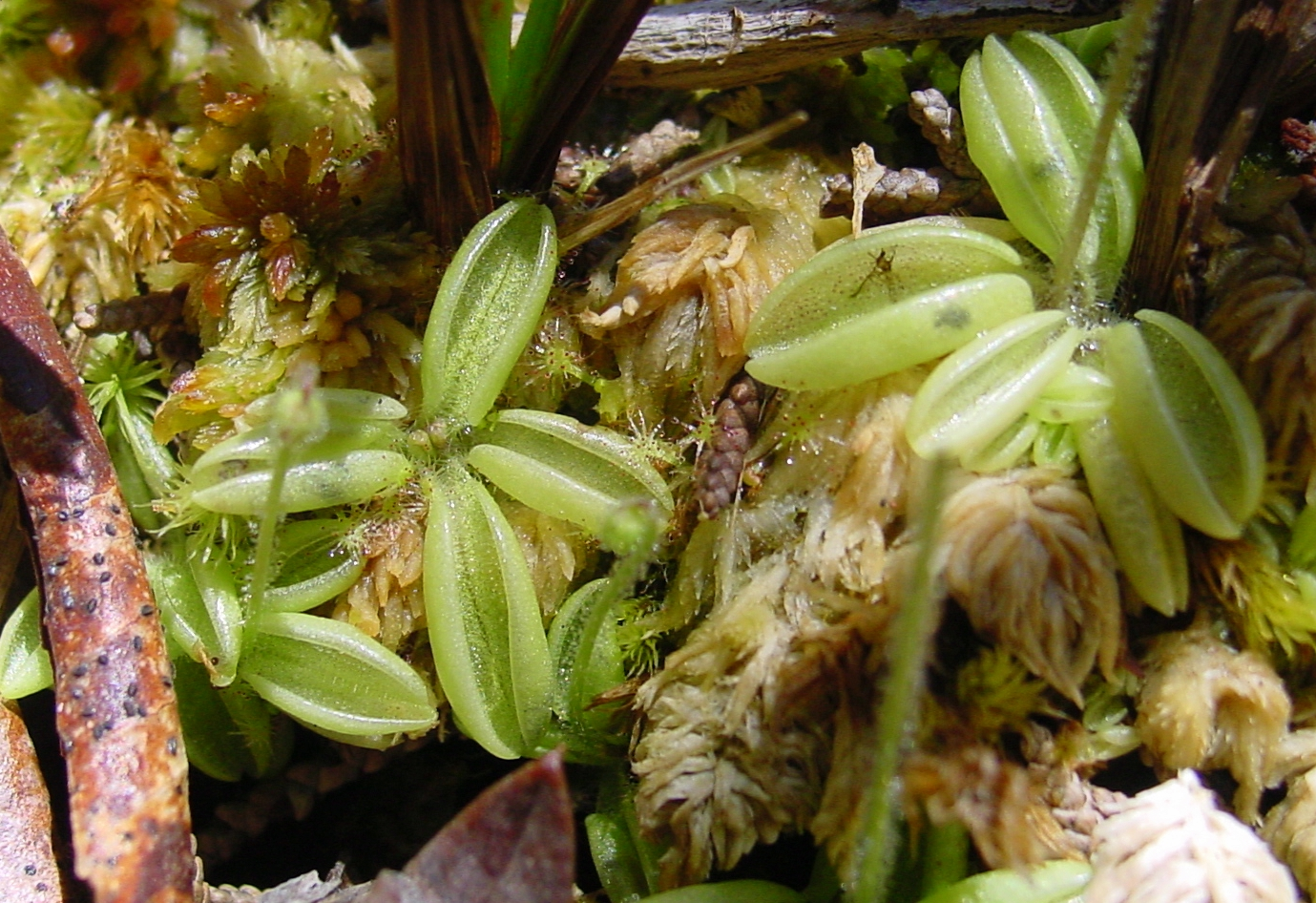
Grassette du Portugal (Pinguicula lusitanica).

Pelouses sur calcaire
Elles abritent un grand nombre d'espèces adaptées comme l'Astragale à feuilles de glycine. Les orchidées exigeantes en chaleur et en milieu calcaire trouvent une place de choix sur ces pelouses. Dans les pelouses sur calcaire, on dénombre plus de vingt espèces dont certaines sont protégées au niveau régional. De plus, en limite nord de répartition, on rencontre une multitude d'espèces végétales comme le trèfle strié (Trifolium striatum), l'érable de Montpellier, l'amélanchier, la campanule érine (Campanula erinus). Finalement, on compte pas moins de 350 espèces végétales liées aux pelouses et lisières calcicoles.
Se développer sur un milieu si difficile nécessite une capacité d'adaptation. Certaines espèces que l'on trouve là, ne se rencontrent que dans ce type de milieu : ainsi de petits arbres nains comme l'hélianthème couché et la germandrée des montagnes, des plantes grasses comme certains orpins, des plantes annuelles à développement printanier au niveau des dalles rocheuses, des plantes parasites, des légumineuses.
Marais sur calcaire
Dans les trouées de choin (roche calcaire), une flore originale très diversifiée s'offre aux regards : parnassie des marais (Parnassia palustris), épipactis des marais, samole de Valérand et la fameuse orchidée de la Brenne (Dactylorhiza brennensis).

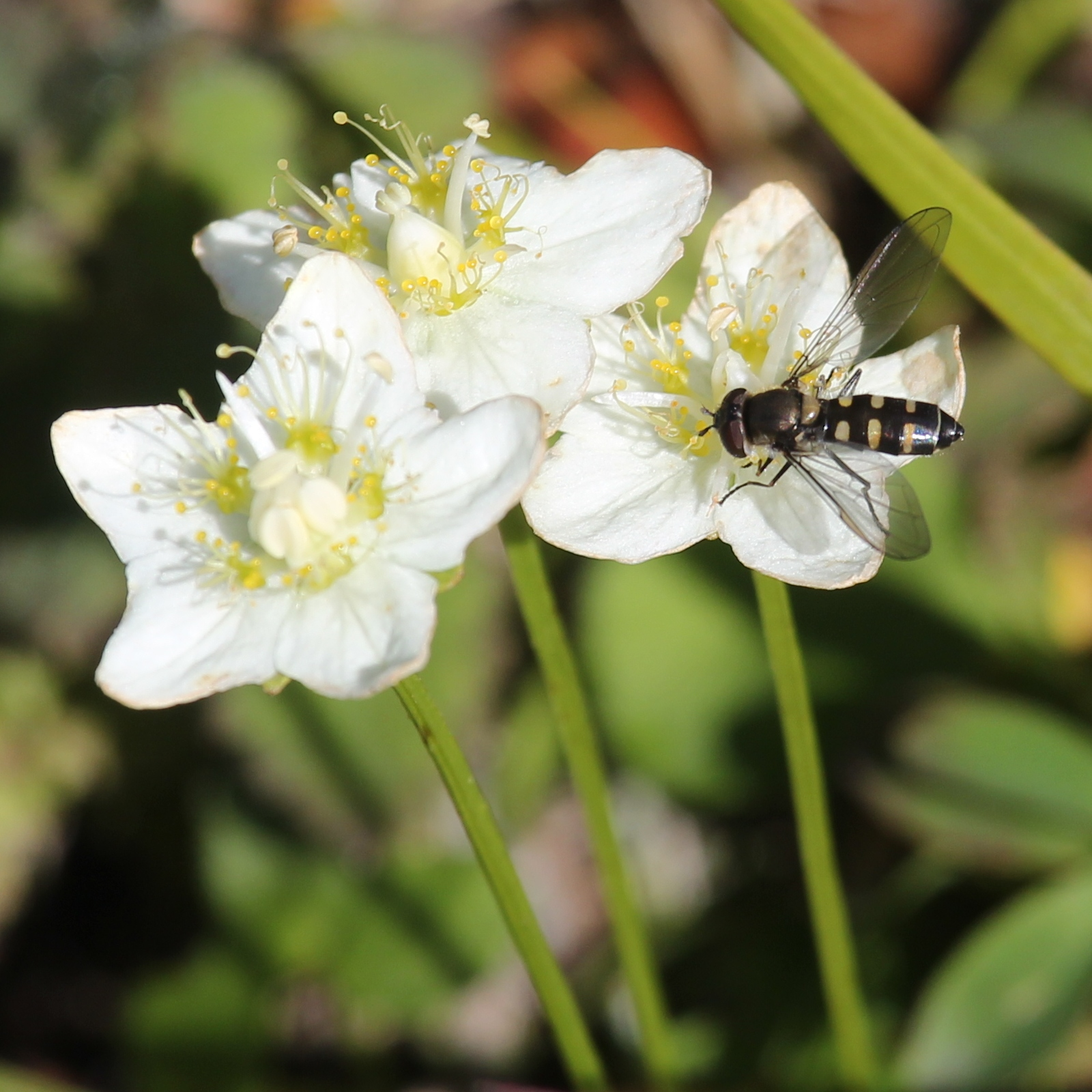
Parnassie des marais (Parnassia palustris).
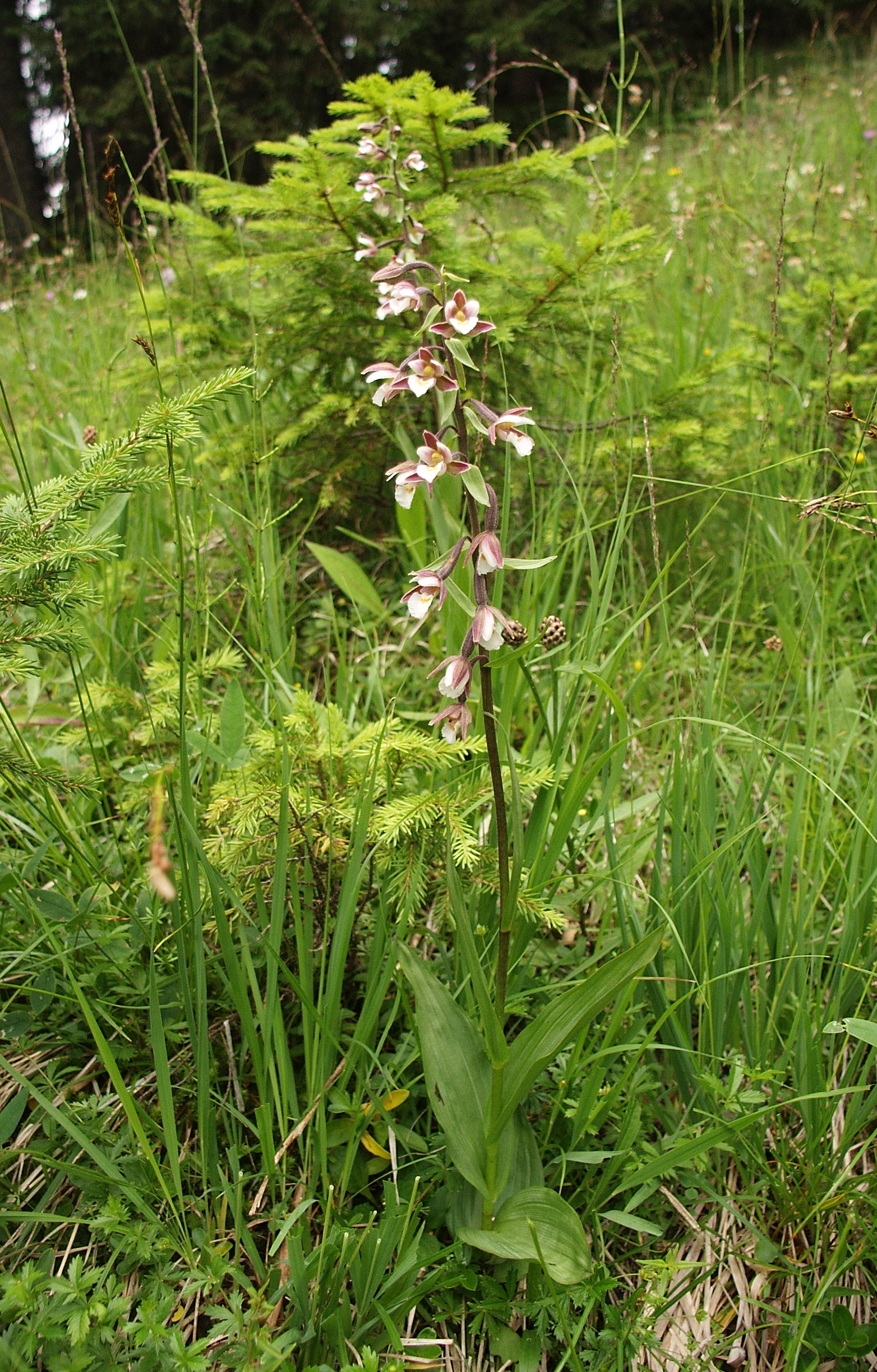
Épipactis des marais (Epipactis palustris).
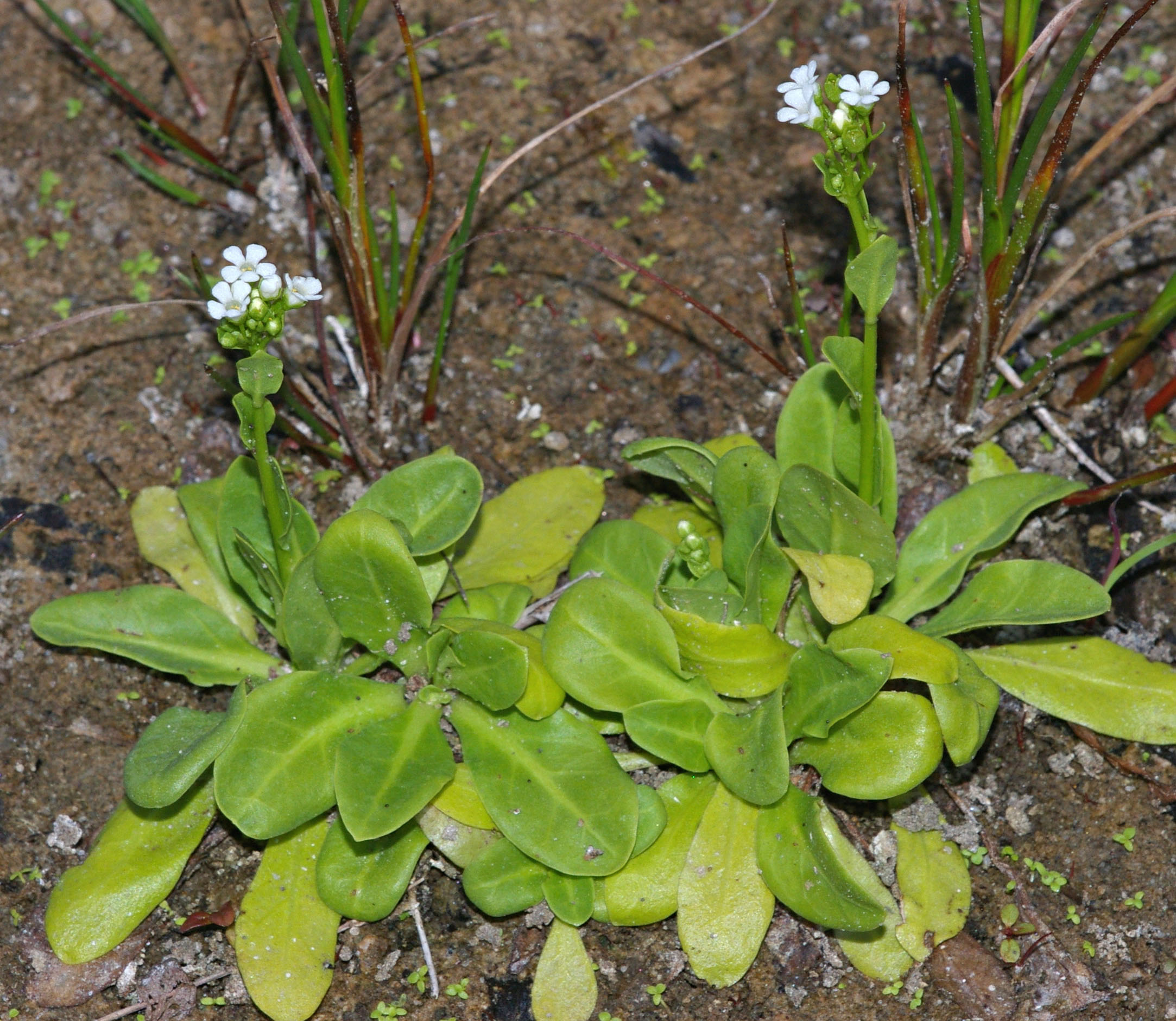
Samole de Valérand (Samolus valerandi).
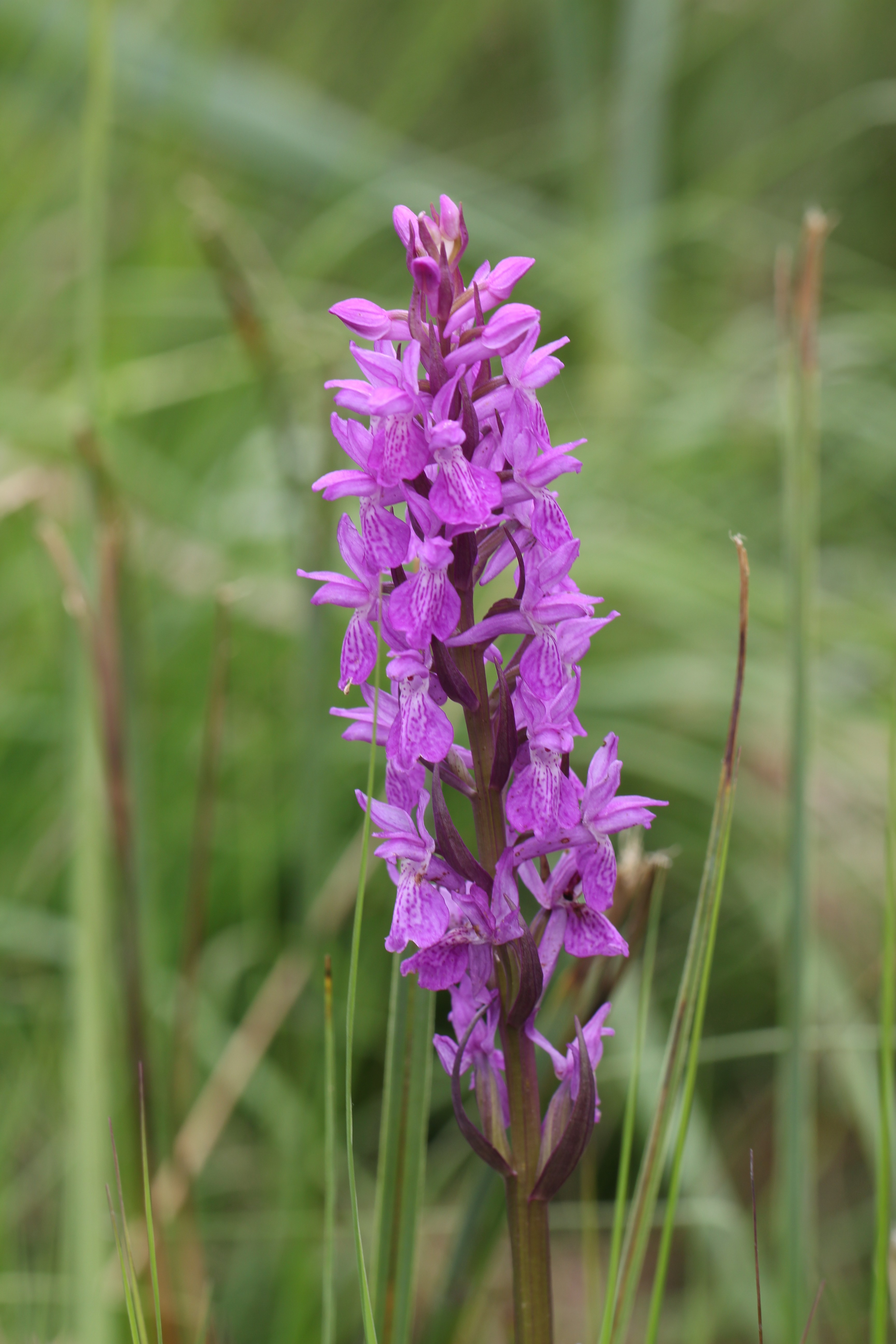
Orchis de Brenne (Dactylorhiza brennensis).

Bocages
On appelle bocage, une région où les champs et les prés sont enclos par des levées de terre portant des haies ou des rangées d'arbres qui marquent les limites de parcelles de tailles inégales et de formes différentes, et où l'habitat est dispersé en ferme et en hameaux.

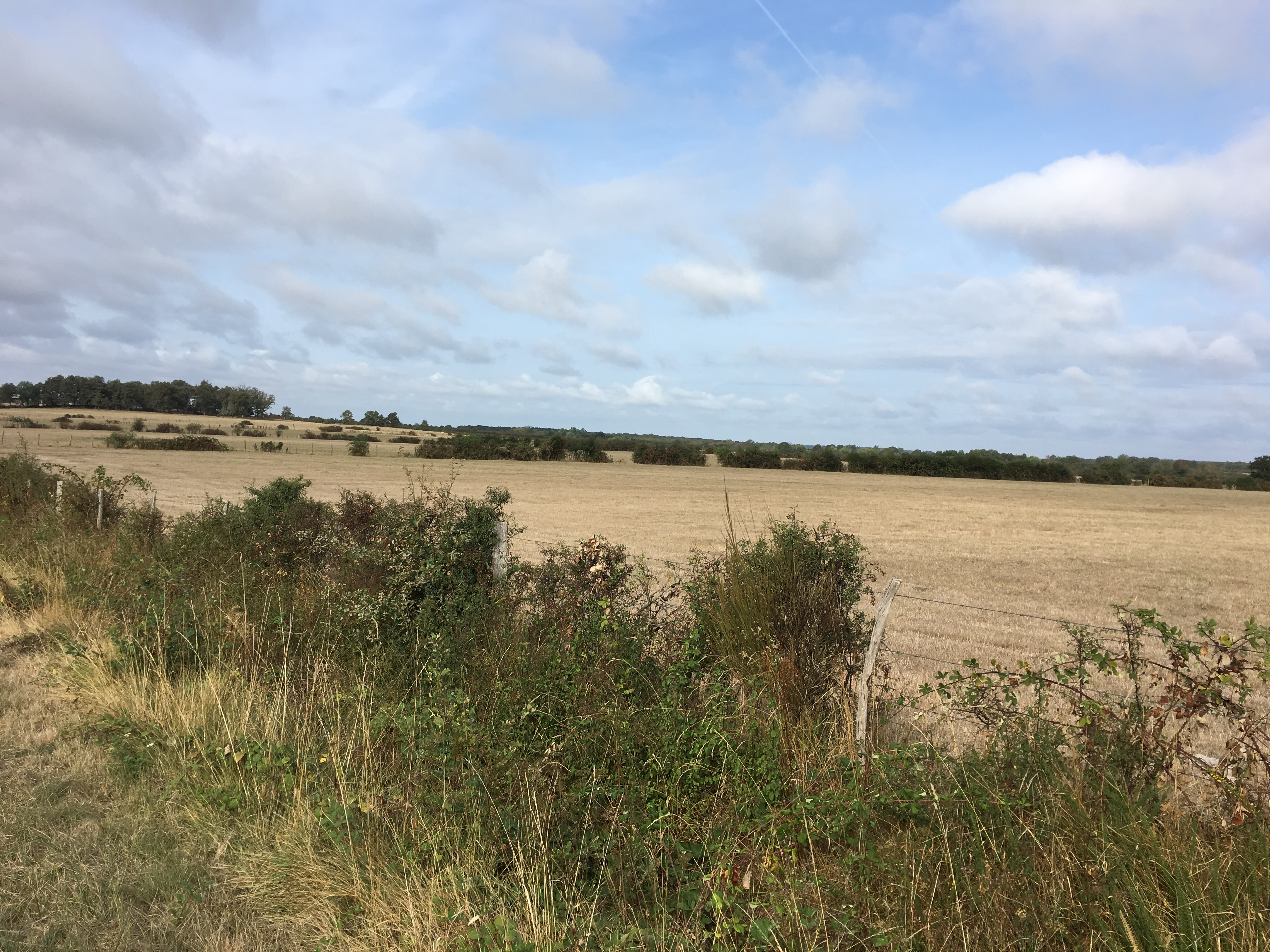
Bocage à Ciron.

#### Faune
On trouve en Brenne diverses espèces d'animaux, dont chevreuil, cerf élaphe, sangliers, lamproie de rivière, pélobate brun, cistude d'Europe (Emys orbicularis), cormorans, lichénée jaune (Catocala fulminea), guifette moustac, grèbe, héron pourpré et cendrés et grande aigrette.
Le castor d’Europe est présent sur les berges de la rivière Creuse entre les communes d'Argenton-sur-Creuse et de Tournon-Saint-Martin, ainsi que sur la rivière Indre, entre les communes de Fléré-la-Rivière et de Mers-sur-Indre. Cela fait suite au passage en « espèce protégée » en 1968, puis a sa réintroductions par l'homme.

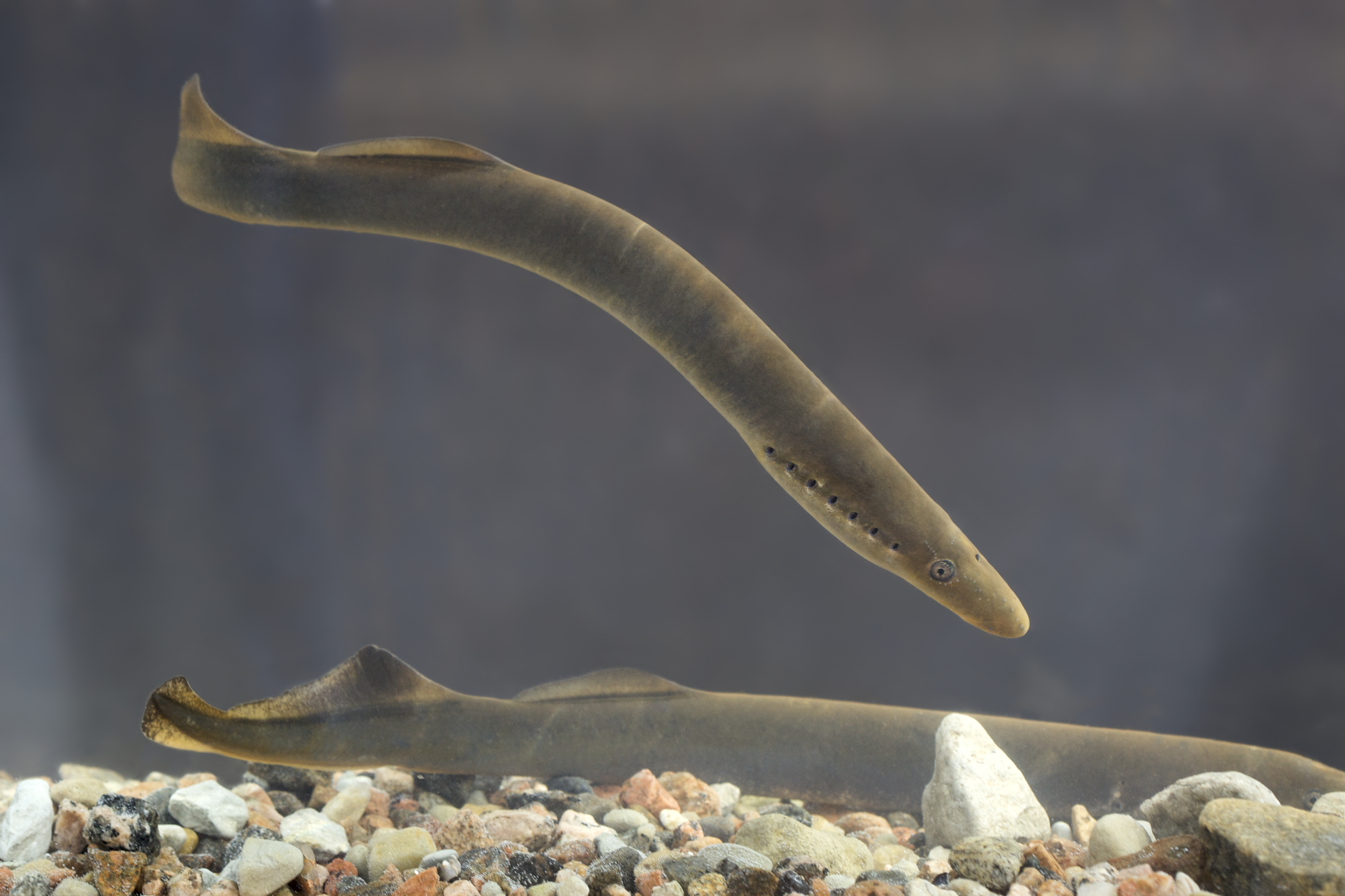
Lamproie de rivière (Lampetra fluviatilis).
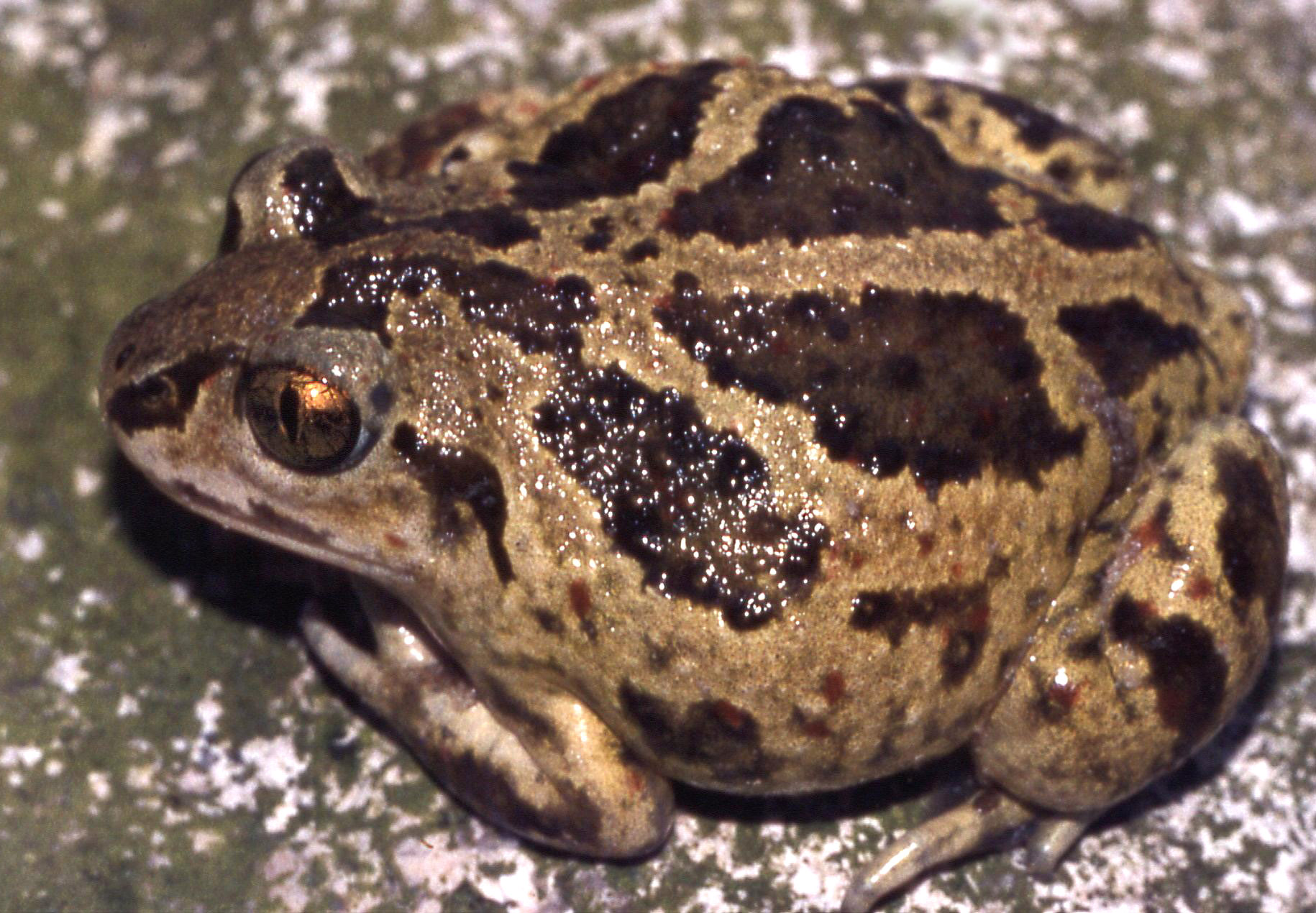
Pélobate brun (Pelobates Fuscus).
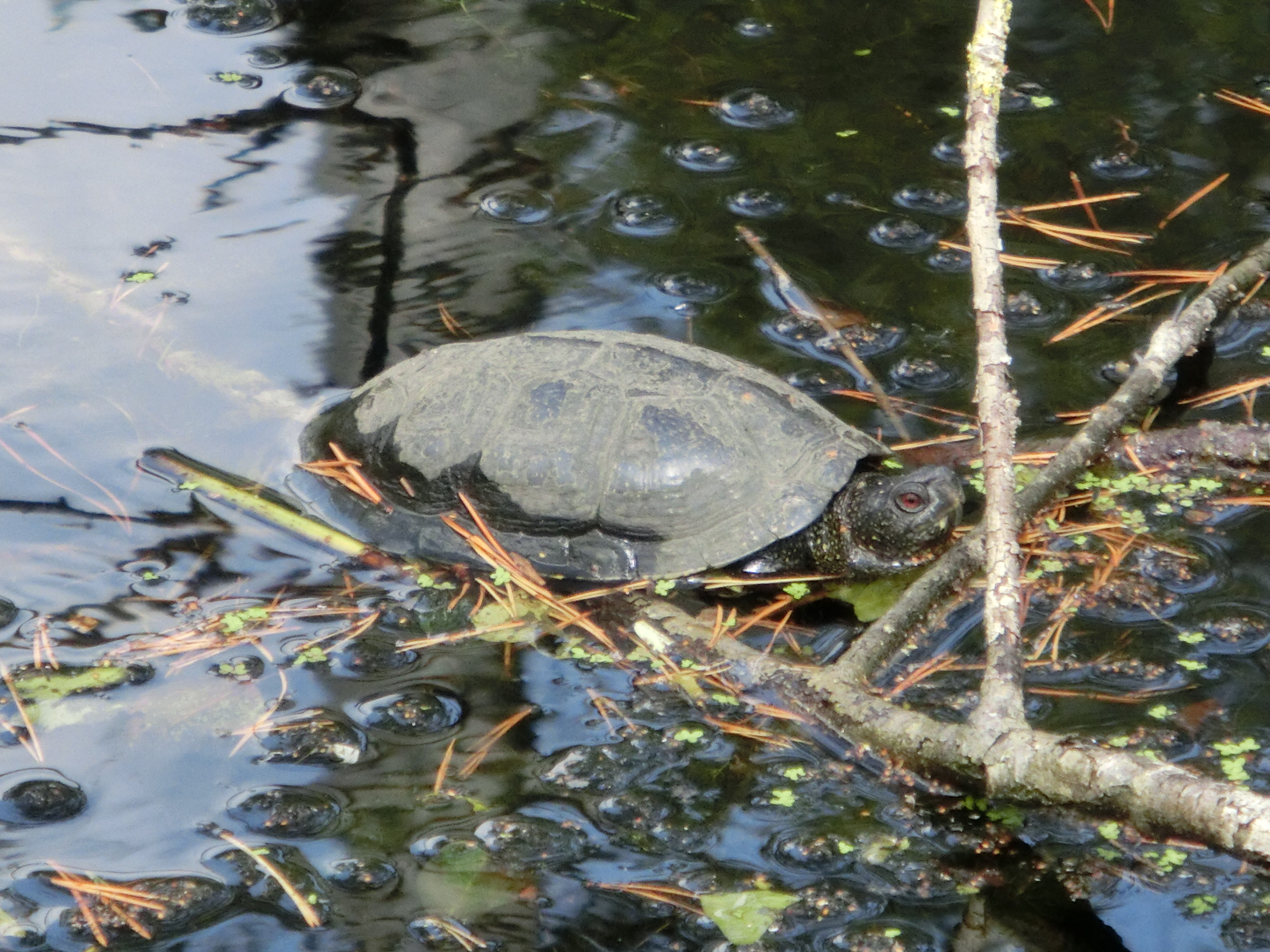
Cistude d'Europe (Emys orbicularis).
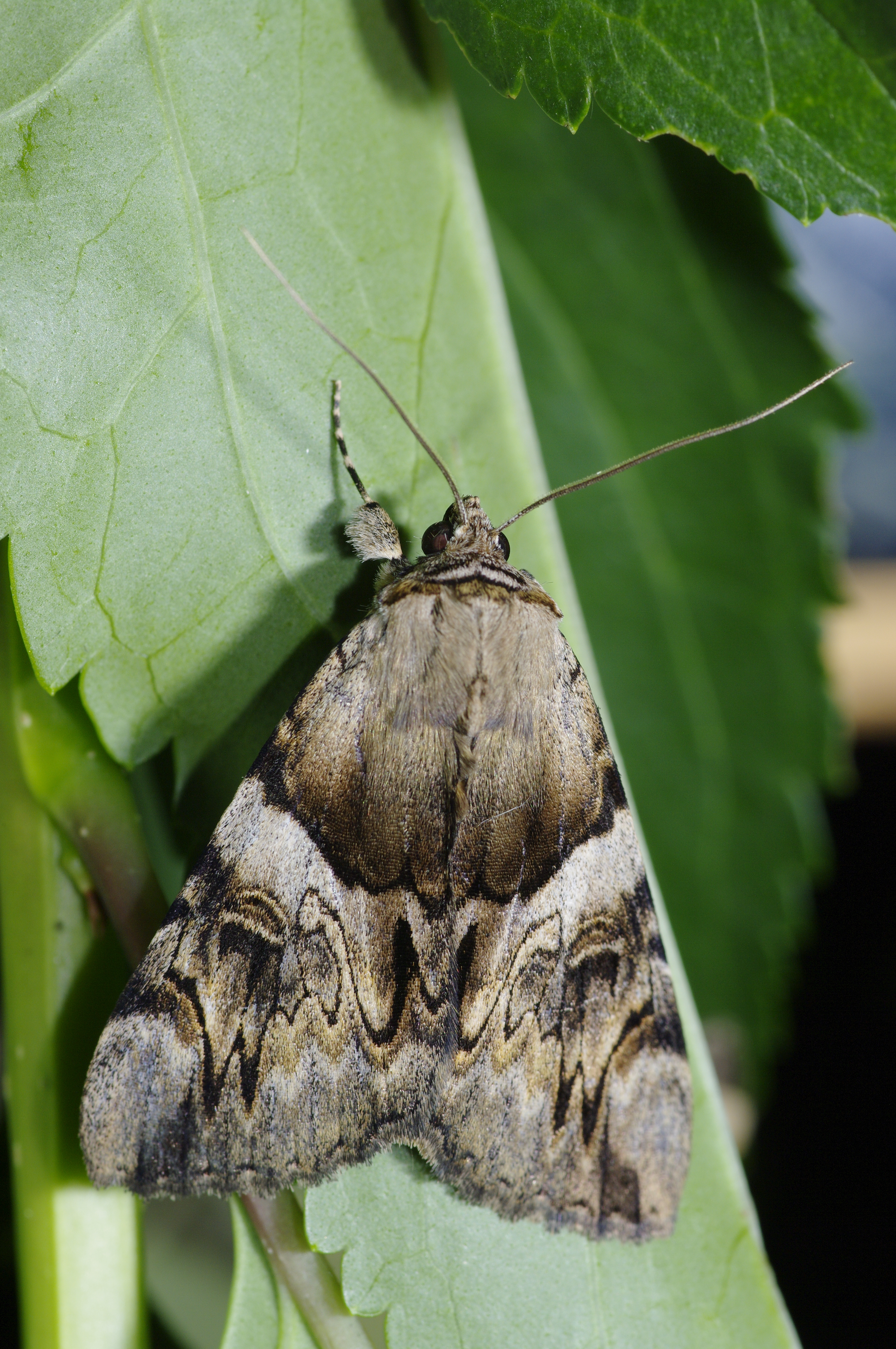
Lichénée jaune (Catocala fulminea).

## Protection
Deux réserves naturelles existent en Brenne : la Réserve naturelle nationale de Chérine et la Réserve naturelle régionale des terres et étangs de Brenne, Massé, Foucault.

RNN de Chérine.
RNR des terres et étangs de Brenne, Massé, Foucault.

Le 8 avril 1991, la Brenne a été inscrite sur la liste des sites ramsar sous le numéro 518. Le site recouvre l'intégralité de la Grande Brenne, au nord de la Creuse et de la petite Brenne, au sud ainsi qu'une partie de la queue de Brenne située à l'est de la Grande Brenne (secteur qui est en dehors du Parc naturel régional de la Brenne qui assure la gestion du site. Cependant, l'étang des Loges est intégré
dans la zone de protection spéciale.

## Histoire
Les premières créations d'étangs sont dues aux moines de St-Cyran, Méobecq et Fontgombault et datent du XIIe siècle.
Plusieurs incendies de végétations « remarquable » ont malheureusement eu lieu.

## Population

### Démographie
| 1793   | 1800   | 1806   | 1821   | 1831   | 1836   | 1841   | 1846   | 1851   |
| ------ | ------ | ------ | ------ | ------ | ------ | ------ | ------ | ------ |
| 24 710 | 23 769 | 23 287 | 27 154 | 30 315 | 31 525 | 30 123 | 31 477 | 31 689 |

| 1856   | 1861   | 1866   | 1872   | 1876   | 1881   | 1886   | 1891   | 1896   |
| ------ | ------ | ------ | ------ | ------ | ------ | ------ | ------ | ------ |
| 32 272 | 31 723 | 32 804 | 32 233 | 32 679 | 33 348 | 34 999 | 34 280 | 34 015 |

| 1901   | 1906   | 1911   | 1921   | 1926   | 1931   | 1936   | 1946   | 1954   |
| ------ | ------ | ------ | ------ | ------ | ------ | ------ | ------ | ------ |
| 33 996 | 33 894 | 33 358 | 29 395 | 28 237 | 26 586 | 25 720 | 25 407 | 23 760 |

| 1962   | 1968   | 1975   | 1982   | 1990   | 1999   | 2006   | 2011   | 2016   |
| ------ | ------ | ------ | ------ | ------ | ------ | ------ | ------ | ------ |
| 22 236 | 20 563 | 18 623 | 17 862 | 18 073 | 17 391 | 17 822 | 18 367 | 18 129 |

| 2021   | 2022   | - | - | - | - | - | - | - |
| ------ | ------ | - | - | - | - | - | - | - |
| 17 802 | 17 836 | - | - | - | - | - | - | - |

### Communes
La Brenne compte 34 communes, avec une superficie de 1 411 km2.
| Nom                       | Code Insee | Intercommunalité                           | Superficie (km2) | Population (dernière pop. légale) | Densité (hab./km2) |
| ------------------------- | ---------- | ------------------------------------------ | ---------------- | --------------------------------- | ------------------ |
| Arthon                    | 36009      | CA Châteauroux Métropole                   | 46,8             | 1 216 (2022)                      | 26                 |
| Azay-le-Ferron            | 36010      | CC Cœur de Brenne                          | 60,95            | 835 (2022)                        | 14                 |
| Bélâbre                   | 36016      | CC Marche Occitane - Val d'Anglin          | 40,14            | 926 (2022)                        | 23                 |
| Bouesse                   | 36022      | CC Éguzon - Argenton - Vallée de la Creuse | 24,19            | 388 (2022)                        | 16                 |
| Buxières-d'Aillac         | 36030      | CC du Val de Bouzanne                      | 25,75            | 243 (2022)                        | 9,4                |
| Chalais                   | 36036      | CC Marche Occitane - Val d'Anglin          | 39,65            | 151 (2022)                        | 3,8                |
| Chitray                   | 36051      | CC Brenne - Val de Creuse                  | 19,94            | 173 (2022)                        | 8,7                |
| Ciron                     | 36053      | CC Brenne - Val de Creuse                  | 57,94            | 523 (2022)                        | 9                  |
| Douadic                   | 36066      | CC Brenne - Val de Creuse                  | 43,14            | 473 (2022)                        | 11                 |
| Jeu-les-Bois              | 36089      | CA Châteauroux Métropole                   | 38,32            | 405 (2022)                        | 11                 |
| Lingé                     | 36096      | CC Cœur de Brenne                          | 32,66            | 203 (2022)                        | 6,2                |
| Luant                     | 36101      | CA Châteauroux Métropole                   | 31,06            | 1 584 (2022)                      | 51                 |
| Lureuil                   | 36105      | CC Brenne - Val de Creuse                  | 22,04            | 274 (2022)                        | 12                 |
| Luzeret                   | 36106      | CC Brenne - Val de Creuse                  | 26,78            | 155 (2022)                        | 5,8                |
| Martizay                  | 36113      | CC Cœur de Brenne                          | 39               | 950 (2022)                        | 24                 |
| Mauvières                 | 36114      | CC Marche Occitane - Val d'Anglin          | 23,94            | 307 (2022)                        | 13                 |
| Méobecq                   | 36118      | CC Val de l'Indre - Brenne                 | 35,56            | 366 (2022)                        | 10                 |
| Mézières-en-Brenne        | 36123      | CC Cœur de Brenne                          | 57,57            | 956 (2022)                        | 17                 |
| Migné                     | 36124      | CC Cœur de Brenne                          | 56,32            | 228 (2022)                        | 4                  |
| Neuillay-les-Bois         | 36139      | CC Val de l'Indre - Brenne                 | 47,63            | 659 (2022)                        | 14                 |
| Nuret-le-Ferron           | 36144      | CC Brenne - Val de Creuse                  | 47,29            | 293 (2022)                        | 6,2                |
| Obterre                   | 36145      | CC Cœur de Brenne                          | 28,47            | 225 (2022)                        | 7,9                |
| Oulches                   | 36148      | CC Brenne - Val de Creuse                  | 43,36            | 420 (2022)                        | 9,7                |
| La Pérouille              | 36157      | CC Brenne - Val de Creuse                  | 21,54            | 435 (2022)                        | 20                 |
| Prissac                   | 36168      | CC Marche Occitane - Val d'Anglin          | 62,83            | 577 (2022)                        | 9,2                |
| Rosnay                    | 36173      | CC Brenne - Val de Creuse                  | 59,03            | 522 (2022)                        | 8,8                |
| Ruffec                    | 36176      | CC Brenne - Val de Creuse                  | 40,93            | 569 (2022)                        | 14                 |
| Sainte-Gemme              | 36193      | CC Cœur de Brenne                          | 32,5             | 257 (2022)                        | 7,9                |
| Saint-Hilaire-sur-Benaize | 36197      | CC Marche Occitane - Val d'Anglin          | 32,61            | 314 (2022)                        | 9,6                |
| Saint-Michel-en-Brenne    | 36204      | CC Cœur de Brenne                          | 49,15            | 318 (2022)                        | 6,5                |
| Saulnay                   | 36212      | CC Cœur de Brenne                          | 22,2             | 164 (2022)                        | 7,4                |
| Tendu                     | 36219      | CC Éguzon - Argenton - Vallée de la Creuse | 42,17            | 654 (2022)                        | 16                 |
| Velles                    | 36231      | CC Éguzon - Argenton - Vallée de la Creuse | 63,09            | 979 (2022)                        | 16                 |
| Vendœuvres                | 36232      | CC Val de l'Indre - Brenne                 | 96,45            | 1 094 (2022)                      | 11                 |

## Culture

### Agriculture
Les cultures de céréales, comme le blé, l'avoine, le maïs, l'orge, le colza et le tournesol se sont développées en Brenne.
On y trouve de l'élevage bovin, ovin et caprin. On y produit les fromages d'appellation d'origine contrôlée : pouligny-saint-pierre ; le sainte-maure de touraine et le valençay.

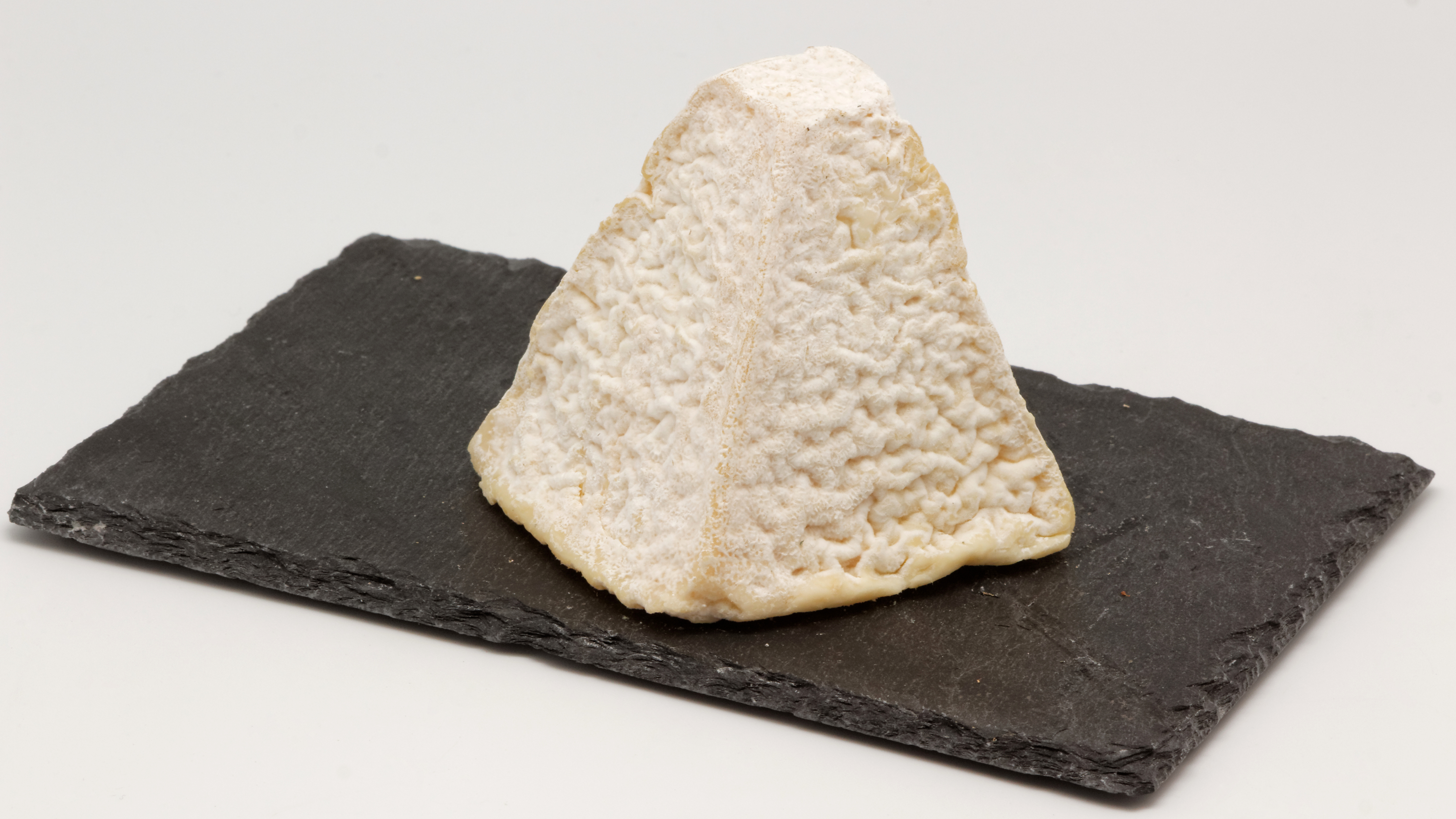
Pouligny-saint-pierre.
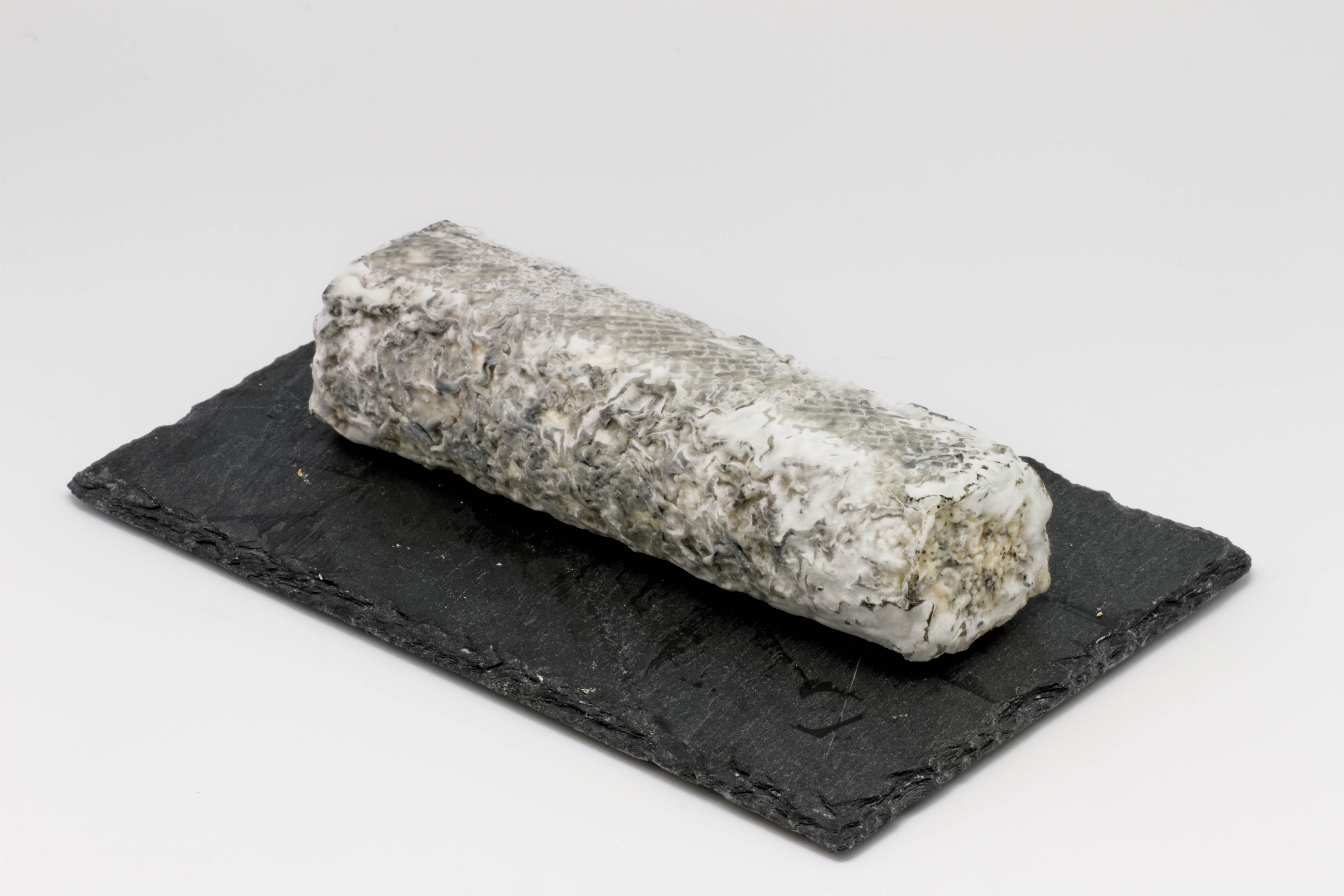
Sainte-maure-de-touraine.
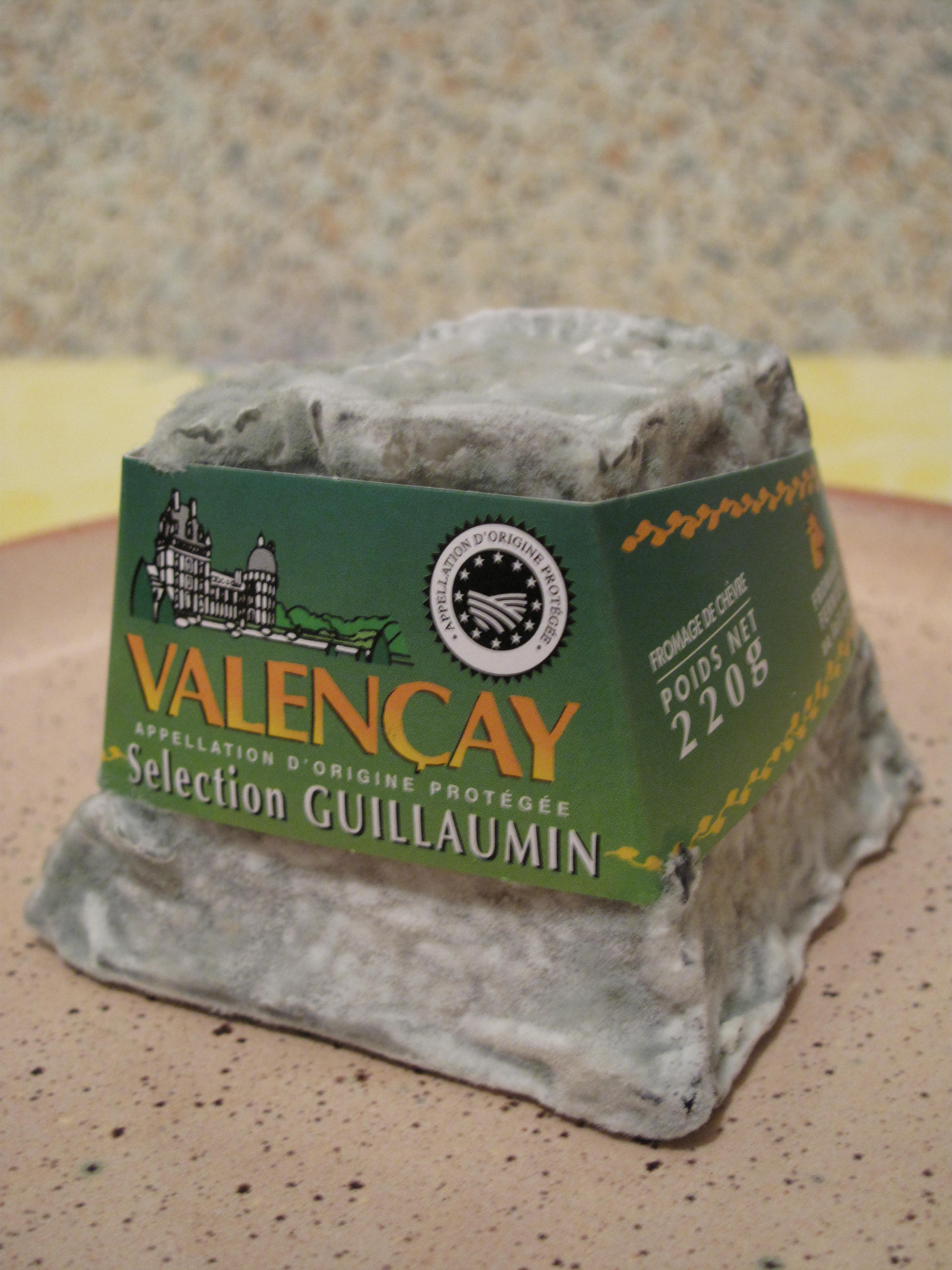
Valençay.

La pisciculture s'est fortement déployée dans le territoire.

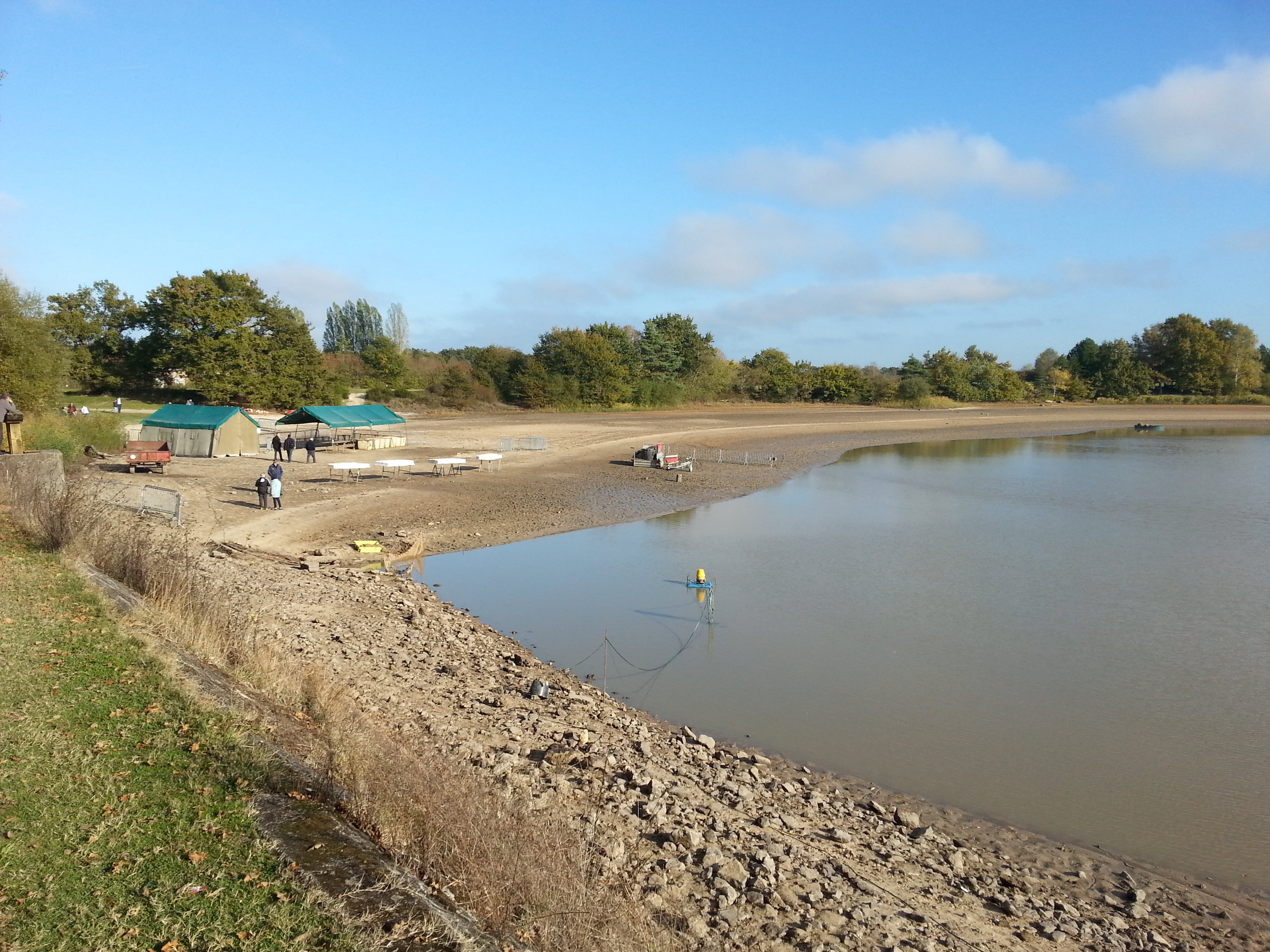
Stand de vente de poisson de l'étang de Bellebouche à la suite de la pêche des pisciculteurs.

Les habitants sont essentiellement des agriculteurs car beaucoup d'entre eux viennent s'y installer du fait du prix bas des terres. Avec ces nouveaux agriculteurs, de nouvelles techniques apparaissent comme le drainage pour éviter les mouillères (espaces trop humides que l'on ne peut pas cultiver). Les agriculteurs ne pratiquent pas tous l'agriculture biologique, mais essayent quand même de préserver l'environnement.
La protection de l'environnement est respectée par des associations comme la réserve de Chérine ou le parc naturel régional de la Brenne, la présence de prairies qui conservent la biodiversité. Malgré tout des facteurs défavorables au développement de l'environnement sont encore présents, comme la déforestation - qui est un problème pour le développement de la biodiversité - et la suppression des haies, le sur-pâturage qui est une source de perte de biodiversité notamment quant à la disparition d'espèces de papillons, et les pesticides ou herbicides et les engrais chimiques qui dégagent de l'azote et du pétrole s'infiltrant dans le sol.

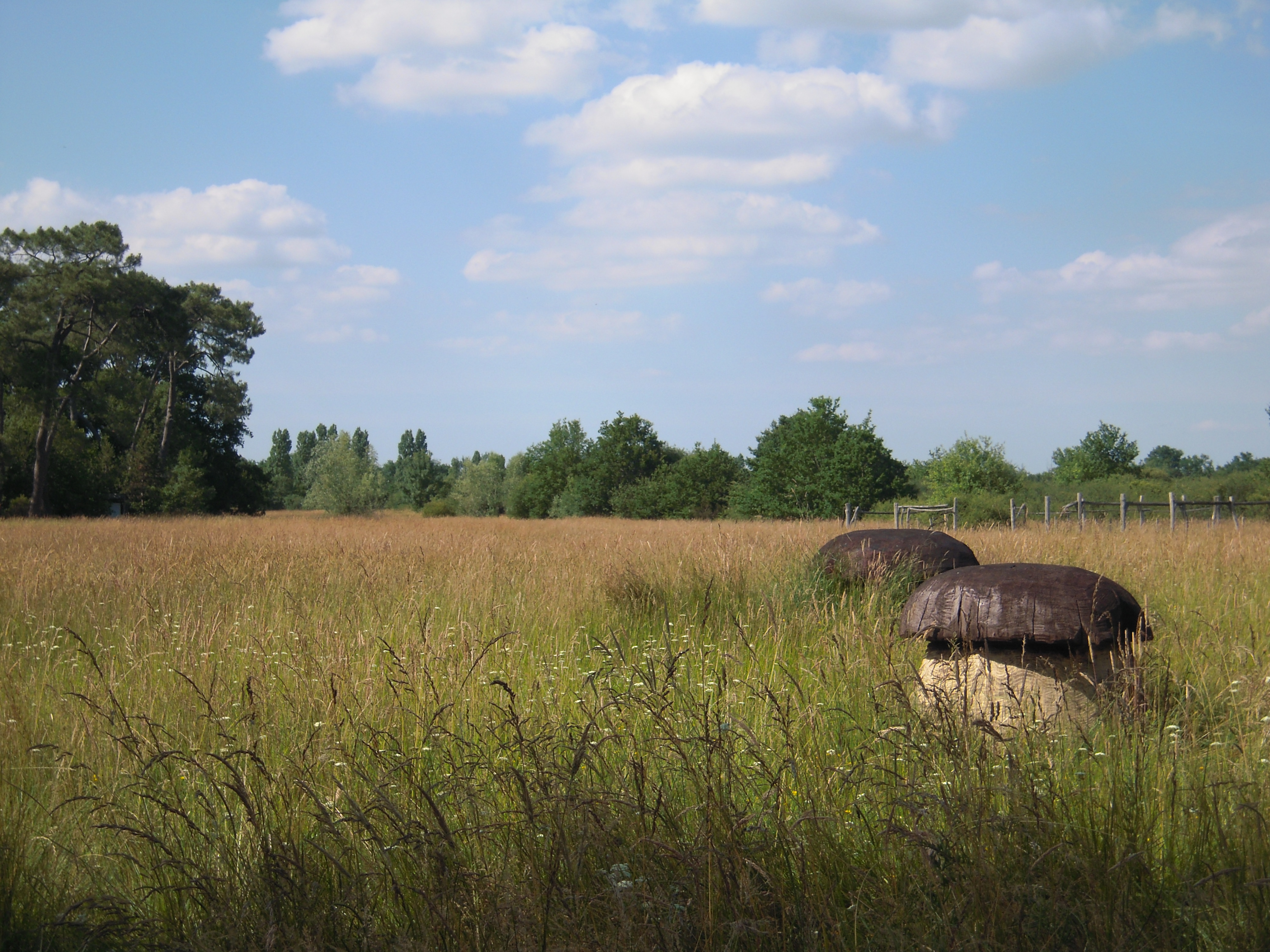
Prairie de l'étang de Bellebouche.

Les agriculteurs pratiquant l'agriculture biologique prennent certaines mesures et ne coupent pas les haies pour protéger les insectes qui s'y trouvent ; ils gardent les prairies naturelles et n'utilisent pas d'engrais chimiques, préservent les arbres, font du compost, produisent leur foin.
George Sand, dans ses Légendes Rustiques, a mis en scène les superstitions de ce pays. L'isolement et l'eau suscitent toutes sortes d'histoires et de personnages. Les grêleux fabriquent l'orage en frappant les étangs ; le grand Bissète est le génie des étangs, et il est trois fois plus grand qu'un homme, saisit toute personne qui passe près de lui et l'entraîne au fond ; le cheval Mallet, lui aussi, envoie les personnes qu'il transporte au fond de l'eau ; et si l'on réchappe au grand Bissète et au cheval Mallet, alors le lupeux, un oiseau maléfique, lui c'est certain, précipitera l'imprudent au fond ; les jolies demoiselles font preuve d'originalité puisqu'elles enlisent le marcheur qui se laisse séduire ; les moines débauchés assurent l'enfer ; les feux follets sont des âmes qui errent à la surface de la terre, et suivent les vivants jusque chez eux.

### Tourisme
- Maison du Parc[22] (elle a reçu 68 430 visiteurs en 2016)
- Maison de la Nature[23] (elle a reçu 15 428 visiteurs en 2016)
- Réserve naturelle nationale de Chérine
- Réserve naturelle régionale des terres et étangs de Brenne, Massé, Foucault
- Musée archéologique de Martizay[24]
- Maison de la Pisciculture et musée d'histoire locale à Mézières-en-Brenne[24]
- Atelier métallurgique Gallo-Romain du Latté à Oulches[24]
- Musées du machinisme agricole, du facteur rural et espace Gutenberg à Prissac[24]
- Réserve zoologique de la Haute-Touche[25]
- Château d'Azay-le-Ferron[26]
- Château de la Commanderie à Luzeret[26]
- Château de Céré à Saint-Hilaire-sur-Benaize[26]
- Sentier de grande randonnée de pays de la Brenne[27]
- Voie verte des Vallées[28]

Maison de la Nature
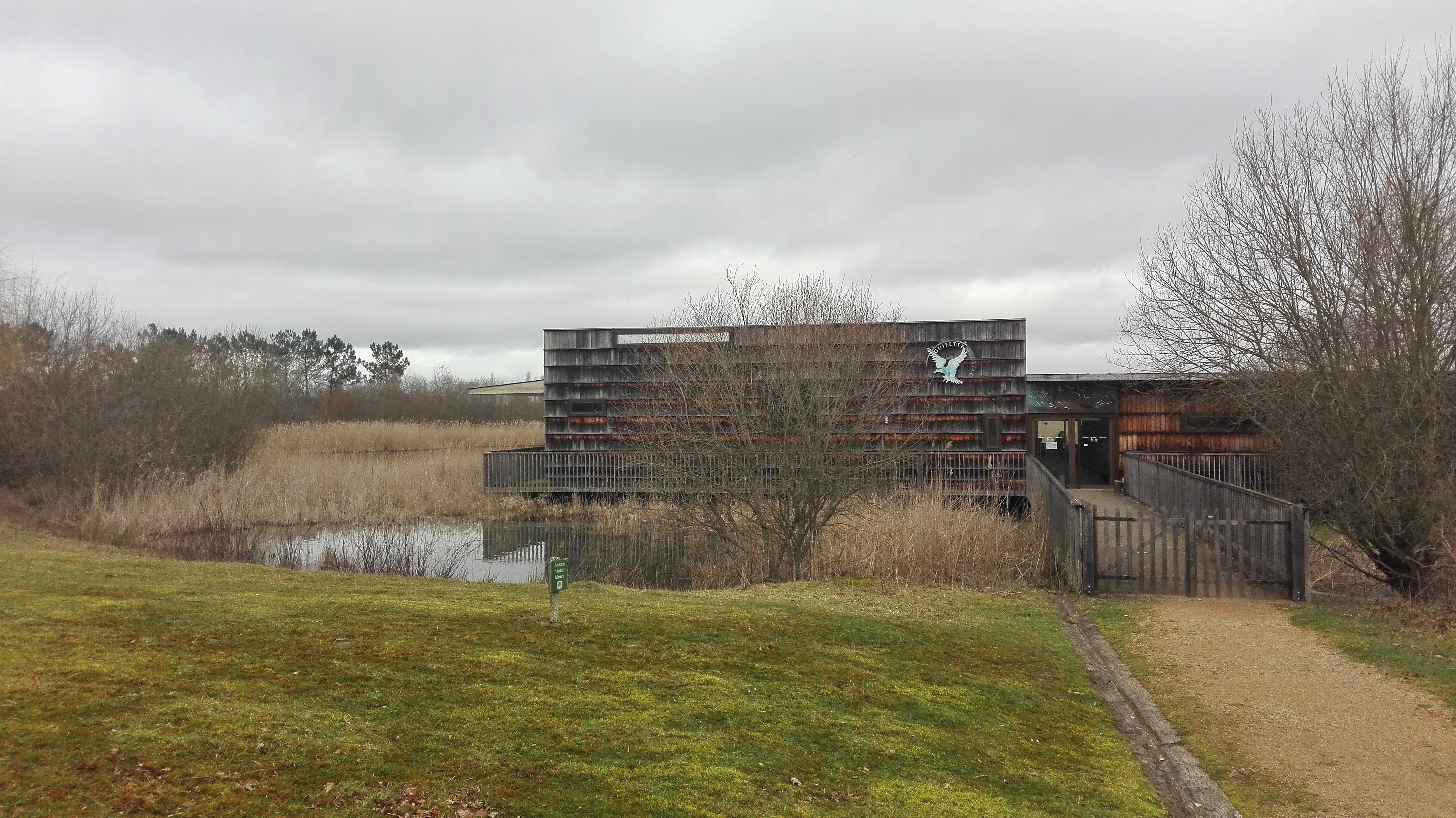
Bâtiment d’accueil du public.
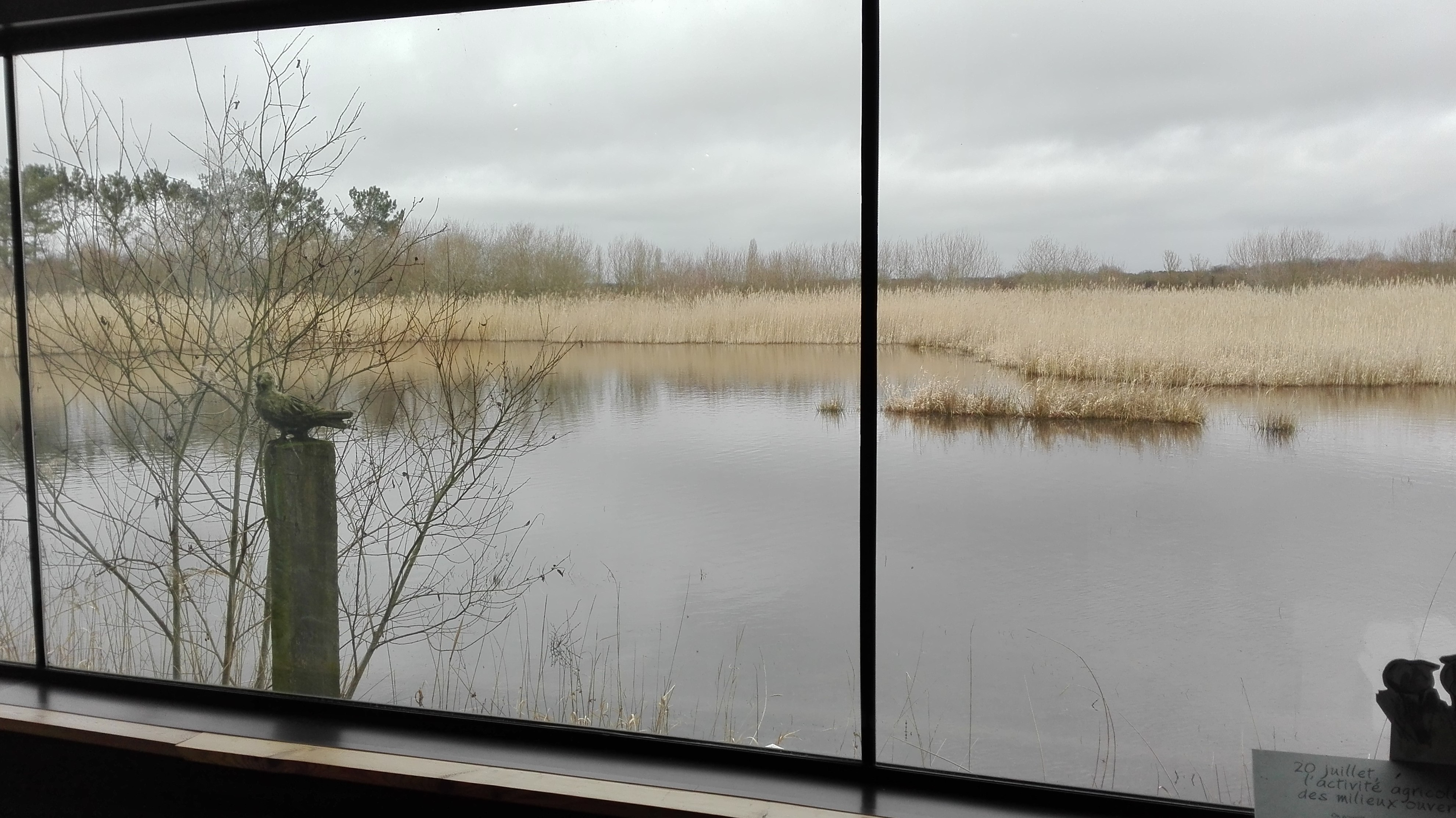
Étang Cistude depuis l'espace d'exposition.
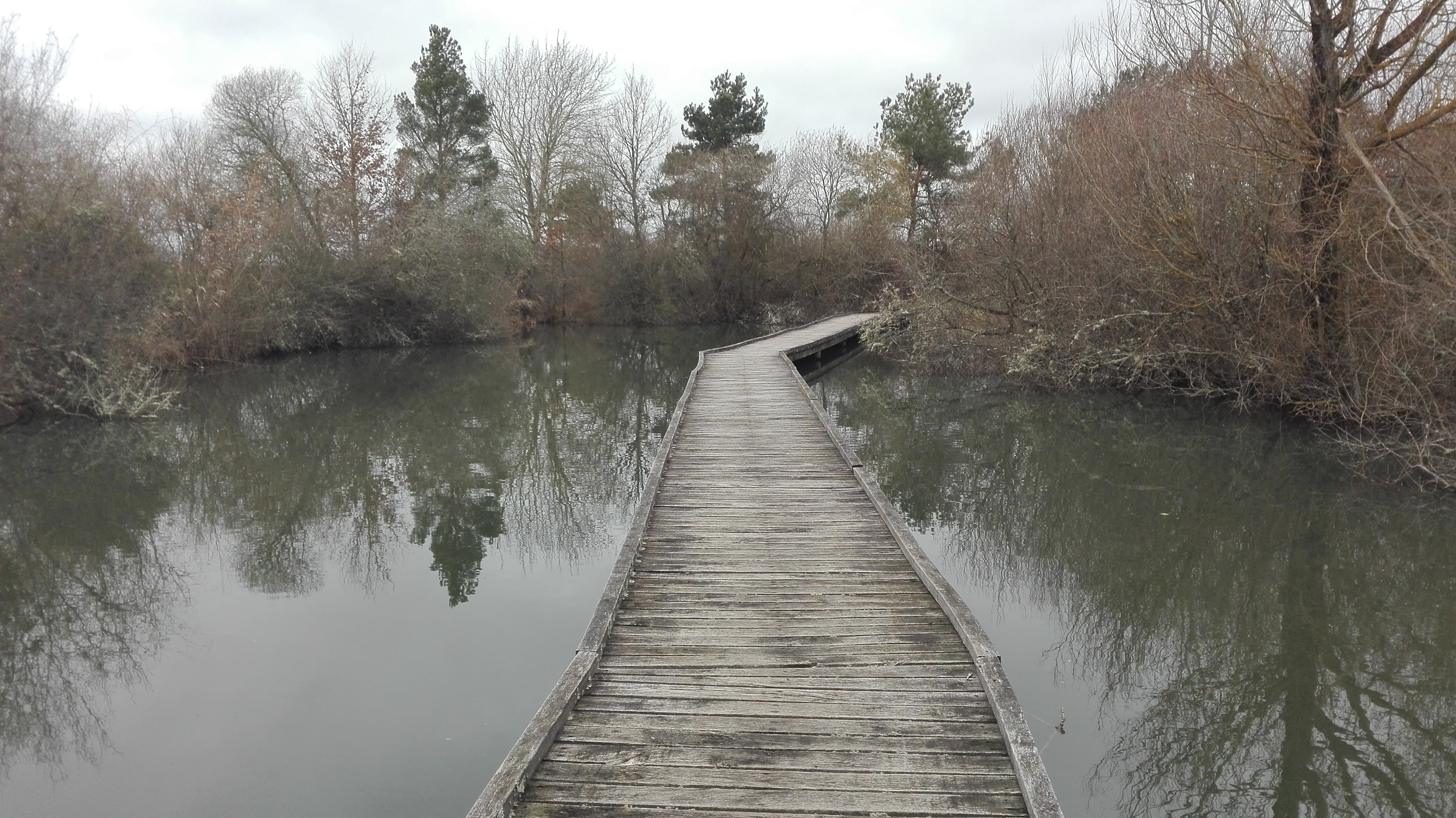
Parcours touristique.